# Плей-офф Кубка Гагарина 2021
Плей-офф Кубка Гагарина 2021 — второй и последний этап сезона КХЛ 2020/21. Плей-офф стартовал 2 марта, а завершился 28 апреля 2021 года
Во многих городах матчи проводились при ограниченном количестве зрителей из-за пандемии коронавирусной инфекции.

## Формат плей-офф
Всего в плей-офф участвовали 16 команд, по 8 от каждой конференции. В первом раунде победители конференций играли с командами, занявшими восьмые места. Команды, занявшие вторые места играли с командами с седьмого места, команды с третьих мест играют с командами, занявшими шестые места, а команды, занявшие четвёртые места с командами, занявшими пятые места в конференциях. Во всех раундах преимущество домашнего льда имела команда, занявшая более высокое место в регулярном чемпионате. Во втором раунде проводилась процедура перепосева команд. Каждая серия состояла максимум из семи игр и велась до четырёх побед в формате Д-Д-Г-Г-Д-Г-Д

## Участники и посев

### Восточная Конференция
1. Ак Барс, победитель Восточной Конференции и Дивизиона Харламова - 90 очков
2. Авангард, победитель Дивизиона Чернышёва -84 очка
3. Металлург Мг - 81 очко
4. Салават Юлаев - 81 очко
5. Трактор - 74 очка
6. Барыс - 69 очков
7. Автомобилист - 68 очков
8. Торпедо - 67 очков

### Западная Конференция
1. ЦСКА, победитель Западной Конференции и Дивизиона Тарасова, обладатель Кубка Континента - 91 очко
2. СКА, победитель Дивизиона Боброва - 82 очка
3. Динамо (Москва) - 84 очка
4. Локомотив - 83 очка
5. Йокерит - 73 очка
6. Северсталь - 68 очков
7. Динамо (Минск) - 67 очков
8. Спартак - 63 очка

## Сетка
|  | Четвертьфиналы конференций | Четвертьфиналы конференций | Четвертьфиналы конференций | Четвертьфиналы конференций | Четвертьфиналы конференций | Четвертьфиналы конференций | Четвертьфиналы конференций | Четвертьфиналы конференций | Четвертьфиналы конференций | Четвертьфиналы конференций |               |          | Полуфиналы конференций (перепосев) | Полуфиналы конференций (перепосев) | Полуфиналы конференций (перепосев) | Полуфиналы конференций (перепосев) | Полуфиналы конференций (перепосев) | Полуфиналы конференций (перепосев) | Полуфиналы конференций (перепосев) | Полуфиналы конференций (перепосев) | Полуфиналы конференций (перепосев) | Полуфиналы конференций (перепосев) |   |         | Финалы конференций | Финалы конференций | Финалы конференций | Финалы конференций | Финалы конференций | Финалы конференций | Финалы конференций | Финалы конференций | Финалы конференций | Финалы конференций |   |      | Финал Кубка Гагарина | Финал Кубка Гагарина | Финал Кубка Гагарина | Финал Кубка Гагарина | Финал Кубка Гагарина | Финал Кубка Гагарина | Финал Кубка Гагарина | Финал Кубка Гагарина | Финал Кубка Гагарина | Финал Кубка Гагарина |
|  |                            |                            |                            |                            |                            |                            |                            |                            |                            |                            |               |          |                                    |                                    |                                    |                                    |                                    |                                    |                                    |                                    |                                    |                                    |   |         |                    |                    |                    |                    |                    |                    |                    |                    |                    |                    |   |      |                      |                      |                      |                      |                      |                      |                      |                      |                      |                      |
|  | 1                          | Ак Барс                    | Ак Барс                    | Ак Барс                    | Ак Барс                    | Ак Барс                    | Ак Барс                    | Ак Барс                    | Ак Барс                    | 4                          |               |          |                                    |                                    |                                    |                                    |                                    |                                    |                                    |                                    |                                    |                                    |   |         |                    |                    |                    |                    |                    |                    |                    |                    |                    |                    |   |      |                      |                      |                      |                      |                      |                      |                      |                      |                      |                      |
|  | 1                          | Ак Барс                    | Ак Барс                    | Ак Барс                    | Ак Барс                    | Ак Барс                    | Ак Барс                    | Ак Барс                    | Ак Барс                    | 4                          |               |          |                                    |                                    |                                    |                                    |                                    |                                    |                                    |                                    |                                    |                                    |   |         |                    |                    |                    |                    |                    |                    |                    |                    |                    |                    |   |      |                      |                      |                      |                      |                      |                      |                      |                      |                      |                      |
|  | 8                          | Торпедо                    | Торпедо                    | Торпедо                    | Торпедо                    | Торпедо                    | Торпедо                    | Торпедо                    | Торпедо                    | 0                          |               |          |                                    |                                    |                                    |                                    |                                    |                                    |                                    |                                    |                                    |                                    |   |         |                    |                    |                    |                    |                    |                    |                    |                    |                    |                    |   |      |                      |                      |                      |                      |                      |                      |                      |                      |                      |                      |
|  | 8                          | Торпедо                    | Торпедо                    | Торпедо                    | Торпедо                    | Торпедо                    | Торпедо                    | Торпедо                    | Торпедо                    | 0                          | 1             | Ак Барс  | Ак Барс                            | Ак Барс                            | Ак Барс                            | Ак Барс                            | Ак Барс                            | Ак Барс                            | Ак Барс                            | 4                                  |                                    |                                    |   |         |                    |                    |                    |                    |                    |                    |                    |                    |                    |                    |   |      |                      |                      |                      |                      |                      |                      |                      |                      |                      |                      |
|  |                            |                            |                            |                            |                            |                            |                            |                            |                            |                            | 1             | Ак Барс  | Ак Барс                            | Ак Барс                            | Ак Барс                            | Ак Барс                            | Ак Барс                            | Ак Барс                            | Ак Барс                            | 4                                  |                                    |                                    |   |         |                    |                    |                    |                    |                    |                    |                    |                    |                    |                    |   |      |                      |                      |                      |                      |                      |                      |                      |                      |                      |                      |
|  |                            |                            | 4                          | Салават Юлаев              | Салават Юлаев              | Салават Юлаев              | Салават Юлаев              | Салават Юлаев              | Салават Юлаев              | Салават Юлаев              | Салават Юлаев | 0        |                                    |                                    |                                    |                                    |                                    |                                    |                                    |                                    |                                    |                                    |   |         |                    |                    |                    |                    |                    |                    |                    |                    |                    |                    |   |      |                      |                      |                      |                      |                      |                      |                      |                      |                      |                      |
|  | 2                          | Авангард                   | Авангард                   | Авангард                   | Авангард                   | Авангард                   | Авангард                   | Авангард                   | Авангард                   | Салават Юлаев              | Салават Юлаев | 0        | 4                                  |                                    |                                    |                                    |                                    |                                    |                                    |                                    |                                    |                                    |   |         |                    |                    |                    |                    |                    |                    |                    |                    |                    |                    |   |      |                      |                      |                      |                      |                      |                      |                      |                      |                      |                      |
|  | 2                          | Авангард                   | Авангард                   | Авангард                   | Авангард                   | Авангард                   | Авангард                   | Авангард                   | Авангард                   |                            |               |          | 4                                  |                                    |                                    |                                    |                                    |                                    |                                    |                                    |                                    |                                    |   |         |                    |                    |                    |                    |                    |                    |                    |                    |                    |                    |   |      |                      |                      |                      |                      |                      |                      |                      |                      |                      |                      |
|  | 7                          | Автомобилист               | Автомобилист               | Автомобилист               | Автомобилист               | Автомобилист               | Автомобилист               | Автомобилист               | Автомобилист               | 1                          |               |          |                                    |                                    |                                    |                                    |                                    |                                    |                                    |                                    |                                    |                                    |   |         |                    |                    |                    |                    |                    |                    |                    |                    |                    |                    |   |      |                      |                      |                      |                      |                      |                      |                      |                      |                      |                      |
|  | 7                          | Автомобилист               | Автомобилист               | Автомобилист               | Автомобилист               | Автомобилист               | Автомобилист               | Автомобилист               | Автомобилист               | 1                          |               |          |                                    |                                    |                                    |                                    |                                    |                                    |                                    |                                    |                                    |                                    | 1 | Ак Барс | Ак Барс            | Ак Барс            | Ак Барс            | Ак Барс            | Ак Барс            | Ак Барс            | Ак Барс            | 3                  |                    |                    |   |      |                      |                      |                      |                      |                      |                      |                      |                      |                      |                      |
|  | Восточная конференция      |                            |                            |                            |                            |                            |                            |                            |                            |                            |               |          |                                    |                                    |                                    |                                    |                                    |                                    |                                    |                                    |                                    |                                    | 1 | Ак Барс | Ак Барс            | Ак Барс            | Ак Барс            | Ак Барс            | Ак Барс            | Ак Барс            | Ак Барс            | 3                  |                    |                    |   |      |                      |                      |                      |                      |                      |                      |                      |                      |                      |                      |
|  |                            |                            | 2                          | Авангард                   | Авангард                   | Авангард                   | Авангард                   | Авангард                   | Авангард                   | Авангард                   | Авангард      | 4        |                                    |                                    |                                    |                                    |                                    |                                    |                                    |                                    |                                    |                                    |   |         |                    |                    |                    |                    |                    |                    |                    |                    |                    |                    |   |      |                      |                      |                      |                      |                      |                      |                      |                      |                      |                      |
|  | 3                          | Металлург Мг               | Металлург Мг               | Металлург Мг               | Металлург Мг               | Металлург Мг               | Металлург Мг               | Металлург Мг               | Металлург Мг               | Авангард                   | Авангард      | 4        | 4                                  |                                    |                                    |                                    |                                    |                                    |                                    |                                    |                                    |                                    |   |         |                    |                    |                    |                    |                    |                    |                    |                    |                    |                    |   |      |                      |                      |                      |                      |                      |                      |                      |                      |                      |                      |
|  | 3                          | Металлург Мг               | Металлург Мг               | Металлург Мг               | Металлург Мг               | Металлург Мг               | Металлург Мг               | Металлург Мг               | Металлург Мг               |                            |               |          | 4                                  |                                    |                                    |                                    |                                    |                                    |                                    |                                    |                                    |                                    |   |         |                    |                    |                    |                    |                    |                    |                    |                    |                    |                    |   |      |                      |                      |                      |                      |                      |                      |                      |                      |                      |                      |
|  | 6                          | Барыс                      | Барыс                      | Барыс                      | Барыс                      | Барыс                      | Барыс                      | Барыс                      | Барыс                      | 2                          |               |          |                                    |                                    |                                    |                                    |                                    |                                    |                                    |                                    |                                    |                                    |   |         |                    |                    |                    |                    |                    |                    |                    |                    |                    |                    |   |      |                      |                      |                      |                      |                      |                      |                      |                      |                      |                      |
|  | 6                          | Барыс                      | Барыс                      | Барыс                      | Барыс                      | Барыс                      | Барыс                      | Барыс                      | Барыс                      | 2                          | 2             | Авангард | Авангард                           | Авангард                           | Авангард                           | Авангард                           | Авангард                           | Авангард                           | Авангард                           | 4                                  |                                    |                                    |   |         |                    |                    |                    |                    |                    |                    |                    |                    |                    |                    |   |      |                      |                      |                      |                      |                      |                      |                      |                      |                      |                      |
|  |                            |                            |                            |                            |                            |                            |                            |                            |                            |                            | 2             | Авангард | Авангард                           | Авангард                           | Авангард                           | Авангард                           | Авангард                           | Авангард                           | Авангард                           | 4                                  |                                    |                                    |   |         |                    |                    |                    |                    |                    |                    |                    |                    |                    |                    |   |      |                      |                      |                      |                      |                      |                      |                      |                      |                      |                      |
|  |                            |                            | 3                          | Металлург Мг               | Металлург Мг               | Металлург Мг               | Металлург Мг               | Металлург Мг               | Металлург Мг               | Металлург Мг               | Металлург Мг  | 2        |                                    |                                    |                                    |                                    |                                    |                                    |                                    |                                    |                                    |                                    |   |         |                    |                    |                    |                    |                    |                    |                    |                    |                    |                    |   |      |                      |                      |                      |                      |                      |                      |                      |                      |                      |                      |
|  | 4                          | Салават Юлаев              | Салават Юлаев              | Салават Юлаев              | Салават Юлаев              | Салават Юлаев              | Салават Юлаев              | Салават Юлаев              | Салават Юлаев              | Металлург Мг               | Металлург Мг  | 2        | 4                                  |                                    |                                    |                                    |                                    |                                    |                                    |                                    |                                    |                                    |   |         |                    |                    |                    |                    |                    |                    |                    |                    |                    |                    |   |      |                      |                      |                      |                      |                      |                      |                      |                      |                      |                      |
|  | 4                          | Салават Юлаев              | Салават Юлаев              | Салават Юлаев              | Салават Юлаев              | Салават Юлаев              | Салават Юлаев              | Салават Юлаев              | Салават Юлаев              |                            |               |          | 4                                  |                                    |                                    |                                    |                                    |                                    |                                    |                                    |                                    |                                    |   |         |                    |                    |                    |                    |                    |                    |                    |                    |                    |                    |   |      |                      |                      |                      |                      |                      |                      |                      |                      |                      |                      |
|  | 5                          | Трактор                    | Трактор                    | Трактор                    | Трактор                    | Трактор                    | Трактор                    | Трактор                    | Трактор                    | 1                          |               |          |                                    |                                    |                                    |                                    |                                    |                                    |                                    |                                    |                                    |                                    |   |         |                    |                    |                    |                    |                    |                    |                    |                    |                    |                    |   |      |                      |                      |                      |                      |                      |                      |                      |                      |                      |                      |
|  | 5                          | Трактор                    | Трактор                    | Трактор                    | Трактор                    | Трактор                    | Трактор                    | Трактор                    | Трактор                    | 1                          |               |          |                                    |                                    |                                    |                                    |                                    |                                    |                                    |                                    |                                    |                                    |   |         |                    |                    |                    |                    |                    |                    |                    |                    |                    |                    | 1 | ЦСКА | ЦСКА                 | ЦСКА                 | ЦСКА                 | ЦСКА                 | ЦСКА                 | ЦСКА                 | ЦСКА                 | 2                    |                      |                      |
|  |                            |                            |                            |                            |                            |                            |                            |                            |                            |                            |               |          |                                    |                                    |                                    |                                    |                                    |                                    |                                    |                                    |                                    |                                    |   |         |                    |                    |                    |                    |                    |                    |                    |                    |                    |                    | 1 | ЦСКА | ЦСКА                 | ЦСКА                 | ЦСКА                 | ЦСКА                 | ЦСКА                 | ЦСКА                 | ЦСКА                 | 2                    |                      |                      |
|  |                            |                            | 2                          | Авангард                   | Авангард                   | Авангард                   | Авангард                   | Авангард                   | Авангард                   | Авангард                   | Авангард      | 4        |                                    |                                    |                                    |                                    |                                    |                                    |                                    |                                    |                                    |                                    |   |         |                    |                    |                    |                    |                    |                    |                    |                    |                    |                    |   |      |                      |                      |                      |                      |                      |                      |                      |                      |                      |                      |
|  | 1                          | ЦСКА                       | ЦСКА                       | ЦСКА                       | ЦСКА                       | ЦСКА                       | ЦСКА                       | ЦСКА                       | ЦСКА                       | Авангард                   | Авангард      | 4        | 4                                  |                                    |                                    |                                    |                                    |                                    |                                    |                                    |                                    |                                    |   |         |                    |                    |                    |                    |                    |                    |                    |                    |                    |                    |   |      |                      |                      |                      |                      |                      |                      |                      |                      |                      |                      |
|  | 1                          | ЦСКА                       | ЦСКА                       | ЦСКА                       | ЦСКА                       | ЦСКА                       | ЦСКА                       | ЦСКА                       | ЦСКА                       |                            |               |          | 4                                  |                                    |                                    |                                    |                                    |                                    |                                    |                                    |                                    |                                    |   |         |                    |                    |                    |                    |                    |                    |                    |                    |                    |                    |   |      |                      |                      |                      |                      |                      |                      |                      |                      |                      |                      |
|  | 8                          | Спартак                    | Спартак                    | Спартак                    | Спартак                    | Спартак                    | Спартак                    | Спартак                    | Спартак                    | 0                          |               |          |                                    |                                    |                                    |                                    |                                    |                                    |                                    |                                    |                                    |                                    |   |         |                    |                    |                    |                    |                    |                    |                    |                    |                    |                    |   |      |                      |                      |                      |                      |                      |                      |                      |                      |                      |                      |
|  | 8                          | Спартак                    | Спартак                    | Спартак                    | Спартак                    | Спартак                    | Спартак                    | Спартак                    | Спартак                    | 0                          | 1             | ЦСКА     | ЦСКА                               | ЦСКА                               | ЦСКА                               | ЦСКА                               | ЦСКА                               | ЦСКА                               | ЦСКА                               | 4                                  |                                    |                                    |   |         |                    |                    |                    |                    |                    |                    |                    |                    |                    |                    |   |      |                      |                      |                      |                      |                      |                      |                      |                      |                      |                      |
|  |                            |                            |                            |                            |                            |                            |                            |                            |                            |                            | 1             | ЦСКА     | ЦСКА                               | ЦСКА                               | ЦСКА                               | ЦСКА                               | ЦСКА                               | ЦСКА                               | ЦСКА                               | 4                                  |                                    |                                    |   |         |                    |                    |                    |                    |                    |                    |                    |                    |                    |                    |   |      |                      |                      |                      |                      |                      |                      |                      |                      |                      |                      |
|  |                            |                            | 4                          | Локомотив                  | Локомотив                  | Локомотив                  | Локомотив                  | Локомотив                  | Локомотив                  | Локомотив                  | Локомотив     | 3        |                                    |                                    |                                    |                                    |                                    |                                    |                                    |                                    |                                    |                                    |   |         |                    |                    |                    |                    |                    |                    |                    |                    |                    |                    |   |      |                      |                      |                      |                      |                      |                      |                      |                      |                      |                      |
|  | 2                          | СКА                        | СКА                        | СКА                        | СКА                        | СКА                        | СКА                        | СКА                        | СКА                        | Локомотив                  | Локомотив     | 3        | 4                                  |                                    |                                    |                                    |                                    |                                    |                                    |                                    |                                    |                                    |   |         |                    |                    |                    |                    |                    |                    |                    |                    |                    |                    |   |      |                      |                      |                      |                      |                      |                      |                      |                      |                      |                      |
|  | 2                          | СКА                        | СКА                        | СКА                        | СКА                        | СКА                        | СКА                        | СКА                        | СКА                        |                            |               |          | 4                                  |                                    |                                    |                                    |                                    |                                    |                                    |                                    |                                    |                                    |   |         |                    |                    |                    |                    |                    |                    |                    |                    |                    |                    |   |      |                      |                      |                      |                      |                      |                      |                      |                      |                      |                      |
|  | 7                          | Динамо Мн                  | Динамо Мн                  | Динамо Мн                  | Динамо Мн                  | Динамо Мн                  | Динамо Мн                  | Динамо Мн                  | Динамо Мн                  | 1                          |               |          |                                    |                                    |                                    |                                    |                                    |                                    |                                    |                                    |                                    |                                    |   |         |                    |                    |                    |                    |                    |                    |                    |                    |                    |                    |   |      |                      |                      |                      |                      |                      |                      |                      |                      |                      |                      |
|  | 7                          | Динамо Мн                  | Динамо Мн                  | Динамо Мн                  | Динамо Мн                  | Динамо Мн                  | Динамо Мн                  | Динамо Мн                  | Динамо Мн                  | 1                          |               |          |                                    |                                    |                                    |                                    |                                    |                                    |                                    |                                    |                                    |                                    | 1 | ЦСКА    | ЦСКА               | ЦСКА               | ЦСКА               | ЦСКА               | ЦСКА               | ЦСКА               | ЦСКА               | 4                  |                    |                    |   |      |                      |                      |                      |                      |                      |                      |                      |                      |                      |                      |
|  | Западная конференция       |                            |                            |                            |                            |                            |                            |                            |                            |                            |               |          |                                    |                                    |                                    |                                    |                                    |                                    |                                    |                                    |                                    |                                    | 1 | ЦСКА    | ЦСКА               | ЦСКА               | ЦСКА               | ЦСКА               | ЦСКА               | ЦСКА               | ЦСКА               | 4                  |                    |                    |   |      |                      |                      |                      |                      |                      |                      |                      |                      |                      |                      |
|  |                            |                            | 2                          | СКА                        | СКА                        | СКА                        | СКА                        | СКА                        | СКА                        | СКА                        | СКА           | 2        |                                    |                                    |                                    |                                    |                                    |                                    |                                    |                                    |                                    |                                    |   |         |                    |                    |                    |                    |                    |                    |                    |                    |                    |                    |   |      |                      |                      |                      |                      |                      |                      |                      |                      |                      |                      |
|  | 3                          | Динамо Мск                 | Динамо Мск                 | Динамо Мск                 | Динамо Мск                 | Динамо Мск                 | Динамо Мск                 | Динамо Мск                 | Динамо Мск                 | СКА                        | СКА           | 2        | 4                                  |                                    |                                    |                                    |                                    |                                    |                                    |                                    |                                    |                                    |   |         |                    |                    |                    |                    |                    |                    |                    |                    |                    |                    |   |      |                      |                      |                      |                      |                      |                      |                      |                      |                      |                      |
|  | 3                          | Динамо Мск                 | Динамо Мск                 | Динамо Мск                 | Динамо Мск                 | Динамо Мск                 | Динамо Мск                 | Динамо Мск                 | Динамо Мск                 |                            |               |          | 4                                  |                                    |                                    |                                    |                                    |                                    |                                    |                                    |                                    |                                    |   |         |                    |                    |                    |                    |                    |                    |                    |                    |                    |                    |   |      |                      |                      |                      |                      |                      |                      |                      |                      |                      |                      |
|  | 6                          | Северсталь                 | Северсталь                 | Северсталь                 | Северсталь                 | Северсталь                 | Северсталь                 | Северсталь                 | Северсталь                 | 1                          |               |          |                                    |                                    |                                    |                                    |                                    |                                    |                                    |                                    |                                    |                                    |   |         |                    |                    |                    |                    |                    |                    |                    |                    |                    |                    |   |      |                      |                      |                      |                      |                      |                      |                      |                      |                      |                      |
|  | 6                          | Северсталь                 | Северсталь                 | Северсталь                 | Северсталь                 | Северсталь                 | Северсталь                 | Северсталь                 | Северсталь                 | 1                          | 2             | СКА      | СКА                                | СКА                                | СКА                                | СКА                                | СКА                                | СКА                                | СКА                                | 4                                  |                                    |                                    |   |         |                    |                    |                    |                    |                    |                    |                    |                    |                    |                    |   |      |                      |                      |                      |                      |                      |                      |                      |                      |                      |                      |
|  |                            |                            |                            |                            |                            |                            |                            |                            |                            |                            | 2             | СКА      | СКА                                | СКА                                | СКА                                | СКА                                | СКА                                | СКА                                | СКА                                | 4                                  |                                    |                                    |   |         |                    |                    |                    |                    |                    |                    |                    |                    |                    |                    |   |      |                      |                      |                      |                      |                      |                      |                      |                      |                      |                      |
|  |                            |                            | 3                          | Динамо Мск                 | Динамо Мск                 | Динамо Мск                 | Динамо Мск                 | Динамо Мск                 | Динамо Мск                 | Динамо Мск                 | Динамо Мск    | 1        |                                    |                                    |                                    |                                    |                                    |                                    |                                    |                                    |                                    |                                    |   |         |                    |                    |                    |                    |                    |                    |                    |                    |                    |                    |   |      |                      |                      |                      |                      |                      |                      |                      |                      |                      |                      |
|  | 4                          | Локомотив                  | Локомотив                  | Локомотив                  | Локомотив                  | Локомотив                  | Локомотив                  | Локомотив                  | Локомотив                  | Динамо Мск                 | Динамо Мск    | 1        | 4                                  |                                    |                                    |                                    |                                    |                                    |                                    |                                    |                                    |                                    |   |         |                    |                    |                    |                    |                    |                    |                    |                    |                    |                    |   |      |                      |                      |                      |                      |                      |                      |                      |                      |                      |                      |
|  | 4                          | Локомотив                  | Локомотив                  | Локомотив                  | Локомотив                  | Локомотив                  | Локомотив                  | Локомотив                  | Локомотив                  |                            |               |          | 4                                  |                                    |                                    |                                    |                                    |                                    |                                    |                                    |                                    |                                    |   |         |                    |                    |                    |                    |                    |                    |                    |                    |                    |                    |   |      |                      |                      |                      |                      |                      |                      |                      |                      |                      |                      |
|  | 5                          | Йокерит                    | Йокерит                    | Йокерит                    | Йокерит                    | Йокерит                    | Йокерит                    | Йокерит                    | Йокерит                    | 0                          |               |          |                                    |                                    |                                    |                                    |                                    |                                    |                                    |                                    |                                    |                                    |   |         |                    |                    |                    |                    |                    |                    |                    |                    |                    |                    |   |      |                      |                      |                      |                      |                      |                      |                      |                      |                      |                      |

## Четвертьфиналы конференций
Время начала матчей дано по Московскому времени (UTC+3).

### Восточная конференция

#### (1) «Ак Барс» — (8) «Торпедо»
Первая встреча «Ак Барса» и «Торпедо» в плей-офф КХЛ. В регулярном чемпионате 2020/21 команды встречались между собой три раза, дважды победу одержал «Ак Барс», один раз успех праздновала нижегородская команда.
| 3 марта 2021 19:30 | Ак Барс | 2 : 1 (ОТ) 1:0, 0:0, 0:1, 1:0 | Торпедо | Татнефть Арена, Казань Зрителей: 3976 |

| Отчёт                                                                                   | Отчёт          | Отчёт                                              | Отчёт            | Отчёт                                |
| --------------------------------------------------------------------------------------- | -------------- | -------------------------------------------------- | ---------------- | ------------------------------------ |
|                                                                                         |                |                                                    |                  |                                      |
|                                                                                         | Адам Рейдеборн | Вратари                                            | Андрей Тихомиров | Судьи: Виктор Бирин Павел Овчинников |
|                                                                                         | Голы:          |                                                    |                  | Судьи: Виктор Бирин Павел Овчинников |
| Артём Галимов — 04:22 (Т. Мёрфи, А. Лукоянов) Тревор Мёрфи (бол.) — 71:56 (С. Да Коста) | 1:0 1:1 2:1    | 50:12 — Крис Уайдман (бол.) (К. Терри, Д. Жафяров) |                  | Судьи: Виктор Бирин Павел Овчинников |
|                                                                                         |                |                                                    |                  | Судьи: Виктор Бирин Павел Овчинников |
|                                                                                         |                |                                                    |                  | Судьи: Виктор Бирин Павел Овчинников |
|                                                                                         |                |                                                    |                  | Судьи: Виктор Бирин Павел Овчинников |
| 8 мин                                                                                   | Штраф          | 33 мин                                             |                  | Судьи: Виктор Бирин Павел Овчинников |
|                                                                                         |                |                                                    |                  |                                      |
|                                                                                         | 52             | Броски                                             | 30               |                                      |

| 5 марта 2021 19:30 | Ак Барс | 4 : 1 3:0, 1:0, 0:1 | Торпедо | Татнефть Арена, Казань Зрителей: 4445 |

| Отчёт | Отчёт               | Отчёт                                     | Отчёт                                                      | Отчёт                               |
| --- | ------------------- | ----------------------------------------- | ---------------------------------------------------------- | ----------------------------------- |
| |                     |                                           |                                                            |                                     |
| | Тимур Билялов       | Вратари                                   | 00:00-20:00 — Андрей Тихомиров 20:00-60:00 — Пётр Кочетков | Судьи: Виктор Бирин Алексей Раводин |
| | Голы:               |                                           |                                                            | Судьи: Виктор Бирин Алексей Раводин |
| Виктор Тихонов ― 04:07 (П. Кормье, Н. Лямкин) Стефан Да Коста ― 06:57 (В. Тихонов) Патрис Кормье ― 18:27 (Х. Песонен, Д. Журавлёв) Даниил Журавлёв ― 37:21 (Х. Песонен, К. Петров) | 1:0 2:0 3:0 4:0 4:1 | 57:06 ― Иван Чехович (Д. Шварц, М. Марин) |                                                            | Судьи: Виктор Бирин Алексей Раводин |
| |                     |                                           |                                                            | Судьи: Виктор Бирин Алексей Раводин |
| |                     |                                           |                                                            | Судьи: Виктор Бирин Алексей Раводин |
| |                     |                                           |                                                            | Судьи: Виктор Бирин Алексей Раводин |
| 12 мин | Штраф               | 8 мин                                     |                                                            | Судьи: Виктор Бирин Алексей Раводин |
| |                     |                                           |                                                            |                                     |
| | 37                  | Броски                                    | 27                                                         |                                     |

| 7 марта 2021 17:00 | Торпедо | 0 : 4 0:1, 0:2, 0:1 | Ак Барс | КРК «Нагорный», Нижний Новгород Зрителей: 3000 |

| Отчёт  | Отчёт                                                         | Отчёт | Отчёт         | Отчёт                             |
| ------ | ------------------------------------------------------------- | --- | ------------- | --------------------------------- |
|        |                                                               | |               |                                   |
|        | Андрей Тихомиров — 00:00-58:07 Андрей Тихомиров — 59:30-60:00 | Вратари | Тимур Билялов | Судьи: Алексей Белов Денис Наумов |
|        | Голы:                                                         | |               | Судьи: Алексей Белов Денис Наумов |
|        | 0:1 0:2 0:3 0:4                                               | 12:10 ― Харри Песонен (бол.) (К. Петров, С. Галиев) 33:52 ― Виктор Тихонов (М. Викстранд, Н. Доус) 34:43 ― Кирилл Петров (мен.) (М. Фисенко) 59:30 ― Артём Лукоянов (п.в.) |               | Судьи: Алексей Белов Денис Наумов |
|        |                                                               | |               | Судьи: Алексей Белов Денис Наумов |
|        |                                                               | |               | Судьи: Алексей Белов Денис Наумов |
|        |                                                               | |               | Судьи: Алексей Белов Денис Наумов |
| 20 мин | Штраф                                                         | 16 мин |               | Судьи: Алексей Белов Денис Наумов |
|        |                                                               | |               |                                   |
|        | 30                                                            | Броски | 24            |                                   |

| 9 марта 2021 19:30 | Торпедо | 1 : 4 0:0, 1:3, 0:1 | Ак Барс | КРК «Нагорный», Нижний Новгород Зрителей: 3000 |

| Отчёт                                             | Отчёт                                                   | Отчёт | Отчёт         | Отчёт                             |
| ------------------------------------------------- | ------------------------------------------------------- | --- | ------------- | --------------------------------- |
|                                                   |                                                         | |               |                                   |
|                                                   | Пётр Кочетков — 00:00-54:55 Пётр Кочетков — 57:52-60:00 | Вратари | Тимур Билялов | Судьи: Алексей Белов Роман Гофман |
|                                                   | Голы:                                                   | |               | Судьи: Алексей Белов Роман Гофман |
| Иван Чехович (бол.) — 27:21 (К. Уайдман, Э. Мили) | 0:1 0:2 1:2 1:3 1:4                                     | 20:15 ― Андрей Педан (П. Кормье, К. Петров) 22:33 ― Найджел Доус (бол.) (А. Галимов, Т. Мёрфи) 30:05 ― Виктор Тихонов (С. Да Коста, Н. Доус) 57:52 ― Станислав Галиев (п.в.) |               | Судьи: Алексей Белов Роман Гофман |
|                                                   |                                                         | |               | Судьи: Алексей Белов Роман Гофман |
|                                                   |                                                         | |               | Судьи: Алексей Белов Роман Гофман |
|                                                   |                                                         | |               | Судьи: Алексей Белов Роман Гофман |
| 31 мин                                            | Штраф                                                   | 10 мин |               | Судьи: Алексей Белов Роман Гофман |
|                                                   |                                                         | |               |                                   |
|                                                   | 40                                                      | Броски | 36            |                                   |

#### (2) «Авангард» — (7) «Автомобилист»
Первая встреча «Авангарда» и «Автомобилиста» в плей-офф КХЛ. В регулярном чемпионате 2020/21 команды встречались между собой четыре раза и одержали по две домашние победы.
| 2 марта 2021 19:30 | Авангард | 3 : 0 1:0, 0:0. 2:0 | Автомобилист | Арена «Балашиха», Балашиха Зрителей: 1891 |

| Отчёт | Отчёт        | Отчёт   | Отчёт       | Отчёт                             |
| --- | ------------ | ------- | ----------- | --------------------------------- |
| |              |         |             |                                   |
| | Игорь Бобков | Вратари | Якуб Коварж | Судьи: Сергей Кулаков Роман Щенёв |
| | Голы:        |         |             | Судьи: Сергей Кулаков Роман Щенёв |
| Сергей Толчинский — 06:02 (Д. Зернов, А. Емелин) Оливер Каски (бол.) — 40:56 (С. Толчинский) Кирилл Семёнов (бол.) — 43:52 (А. Береглазов, И. Ковальчук) | 1:0 2:0 3:0  |         |             | Судьи: Сергей Кулаков Роман Щенёв |
| |              |         |             | Судьи: Сергей Кулаков Роман Щенёв |
| |              |         |             | Судьи: Сергей Кулаков Роман Щенёв |
| |              |         |             | Судьи: Сергей Кулаков Роман Щенёв |
| 6 мин | Штраф        | 8 мин   |             | Судьи: Сергей Кулаков Роман Щенёв |
| |              |         |             |                                   |
| | 38           | Броски  | 22          |                                   |

| 4 марта 2021 19:30 | Авангард | 4 : 3 2:1, 0:2, 2:0 | Автомобилист | Арена «Балашиха», Балашиха Зрителей: 1956 |

| Отчёт | Отчёт                     | Отчёт | Отчёт                     | Отчёт                                    |
| --- | ------------------------- | --- | ------------------------- | ---------------------------------------- |
| |                           | |                           |                                          |
| | Игорь Бобков              | Вратари | 00:00-57:59 — Якуб Коварж | Судьи: Костантин Оленин Максим Сидоренко |
| | Голы:                     | |                           | Судьи: Костантин Оленин Максим Сидоренко |
| Павел Дедунов — 08:24 (Д. Шарипзянов) Кирилл Семёнов (бол.) — 14:17 (М. Чудинов, А. Хохлачёв) Сергей Толчинский (бол.) — 43:55 (К. Найт) Илья Ковальчук — 45:45 (Д. Зернов, С. Толчинский) | 0:1 :1 2:1 2:2 2:3 :3 4:3 | 08:13 — Вячеслав Литовченко (К. Хольцер, З. Арзамасцев) 28:18 — Павел Куликов (Н. Трямкин, С. Хрипунов) 31:56 — Георгий Белоусов (бол.) (А. Щемеров, А. Макеев) |                           | Судьи: Костантин Оленин Максим Сидоренко |
| |                           | |                           | Судьи: Костантин Оленин Максим Сидоренко |
| |                           | |                           | Судьи: Костантин Оленин Максим Сидоренко |
| |                           | |                           | Судьи: Костантин Оленин Максим Сидоренко |
| 6 мин | Штраф                     | 10 мин |                           | Судьи: Костантин Оленин Максим Сидоренко |
| |                           | |                           |                                          |
| | 26                        | Броски | 26                        |                                          |

| 6 марта 2021 14:30 | Автомобилист | 2 : 1 0:0, 1:1, 1:0 | Авангард | КРК «Уралец», Екатеринбург Зрителей: 2431 |

| Отчёт | Отчёт       | Отчёт                                                           | Отчёт                      | Отчёт                                 |
| --- | ----------- | --------------------------------------------------------------- | -------------------------- | ------------------------------------- |
| |             |                                                                 |                            |                                       |
| | Якуб Коварж | Вратари                                                         | 00:00-59:04 — Игорь Бобков | Судьи: Андрис Ансонс Максим Сидоренко |
| | Голы:       |                                                                 |                            | Судьи: Андрис Ансонс Максим Сидоренко |
| Станислав Бочаров (мен.) — 31:13 (П. Холланд, К. Хольцер) Георгий Белоусов — 58:52 (А. Щемеров, С. Бочаров) | 1:0 1:1 2:1 | 32:07 — Александр Хохлачёв (бол.) (А. Береглазов, И. Ковальчук) |                            | Судьи: Андрис Ансонс Максим Сидоренко |
| |             |                                                                 |                            | Судьи: Андрис Ансонс Максим Сидоренко |
| |             |                                                                 |                            | Судьи: Андрис Ансонс Максим Сидоренко |
| |             |                                                                 |                            | Судьи: Андрис Ансонс Максим Сидоренко |
| 6 мин | Штраф       | 2 мин                                                           |                            | Судьи: Андрис Ансонс Максим Сидоренко |
| |             |                                                                 |                            |                                       |
| | 27          | Броски                                                          | 38                         |                                       |

| 8 марта 2021 14:30 | Автомобилист | 3 : 4 (2ОТ) 2:0, 1:1, 0:2, 0:1 | Авангард | КРК «Уралец», Екатеринбург Зрителей: 2324 |

| Отчёт | Отчёт                       | Отчёт | Отчёт        | Отчёт                                |
| --- | --------------------------- | --- | ------------ | ------------------------------------ |
| |                             | |              |                                      |
| | Якуб Коварж                 | Вратари | Игорь Бобков | Судьи: Максим Сидоренко Юрий Оскирко |
| | Голы:                       | |              | Судьи: Максим Сидоренко Юрий Оскирко |
| Никита Трямкин — 06:11 (Г. Белоусов, П. Куликов) Брукс Мэйсек (бол.) — 18:34 (П. Дацюк, А. Макеев) Брукс Мэйсек — 34:06 (П. Дацюк) | 1:0 2:0 2:1 3:1 3:2 3:3 3:4 | 30:07 — Илья Ковальчук (А. Береглазов, Д. Шарипзянов) 56:48 — Рид Буше (бол.) (С. Толчинский, О. Каски) 57:43 — Иржи Секач (бол.) (К. Найт, С. Толчинский) 88:06 — Илья Ковальчук (А. Стась, С. Толчинский) |              | Судьи: Максим Сидоренко Юрий Оскирко |
| |                             | |              | Судьи: Максим Сидоренко Юрий Оскирко |
| |                             | |              | Судьи: Максим Сидоренко Юрий Оскирко |
| |                             | |              | Судьи: Максим Сидоренко Юрий Оскирко |
| 6 мин | Штраф                       | 2 мин |              | Судьи: Максим Сидоренко Юрий Оскирко |
| |                             | |              |                                      |
| | 36                          | Броски | 59           |                                      |

| 10 марта 2021 19:30 | Авангард | 3 : 1 0:1, 3:0, 0:0 | Автомобилист | Арена «Балашиха», Балашиха Зрителей: 2021 |

| Отчёт | Отчёт          | Отчёт                                             | Отчёт       | Отчёт                                    |
| --- | -------------- | ------------------------------------------------- | ----------- | ---------------------------------------- |
| |                |                                                   |             |                                          |
| | Игорь Бобков   | Вратари                                           | Якуб Коварж | Судьи: Константин Оленин Алексей Раводин |
| | Голы:          |                                                   |             | Судьи: Константин Оленин Алексей Раводин |
| Сергей Толчинский (бол.) — 21:02 (К. Найт) Иржи Секач — 31:36 (К. Готовец, Р. Буше) Алексей Береглазов — 35:11 (А. Хохлачёв) | 0:1 :1 2:1 3:1 | 05:57 — Павел Дацюк (бол.) (Б. Мэйсек, А. Макеев) |             | Судьи: Константин Оленин Алексей Раводин |
| |                |                                                   |             | Судьи: Константин Оленин Алексей Раводин |
| |                |                                                   |             | Судьи: Константин Оленин Алексей Раводин |
| |                |                                                   |             | Судьи: Константин Оленин Алексей Раводин |
| 27 мин | Штраф          | 18 мин                                            |             | Судьи: Константин Оленин Алексей Раводин |
| |                |                                                   |             |                                          |
| | 22             | Броски                                            | 23          |                                          |

#### (3) «Металлург» — (6) «Барыс»
Четвёртая встреча «Металлурга» и «Барыса» в плей-офф КХЛ. В 2012 году победу одержал «Металлург» со счётом 4-3. В 2017 году также сильнее оказалась команда из Магнитогорска со счётом 4-0. А в 2020 году успех праздновали хоккеисты «Барыса», победив со счётом 4-1. В регулярном чемпионате 2020/21 команды встречались между собой четыре раза, трижды победу одержал «Металлург», один раз победил «Барыс».
| 2 марта 2021 17:00 | Металлург Мг | 7 : 4 1:3, 4:1, 2:0 | Барыс | Арена Металлург, Магнитогорск Зрителей: 1742 |

| Отчёт | Отчёт                                                      | Отчёт | Отчёт                                                  | Отчёт                              |
| --- | ---------------------------------------------------------- | --- | ------------------------------------------------------ | ---------------------------------- |
| |                                                            | |                                                        |                                    |
| | Василий Кошечкин — 00:00-15:17 Юхо Олкинуора — 15:17-60:00 | Вратари | Хенрик Карлссон — 00:00-52:54 Йони Ортио — 52:54-60:00 | Судьи: Эдуард Одиньш Виктор Спирин |
| | Голы:                                                      | |                                                        | Судьи: Эдуард Одиньш Виктор Спирин |
| Егор Коробкин — 00:37 (С. Кошелев, Н. Голдобин) Егор Яковлев (бол.) — 21:33 (Н. Прохоркин) Сергей Мозякин — 26:44 (А. Нестрашил, А. Минулин) Николай Голдобин — 28:03 (С. Кошелев) Николай Голдобин (бол.) — 33:24 (С. Плотников, Е. Яковлев) Егор Яковлев — 52:54 Николай Прохоркин — 53:09 (С. Плотников, М. Пашнин) | 1:0 1:1 1:2 1:3 2:3 3:3 4:3 5:3 5:4 6:4 7:4                | 05:26 — Кирилл Панюков (В. Орехов) 13:33 — Роман Старченко (бол.) (К. Панюков) 15:17 — Даррен Диц (К. Панюков) 36:22 — Фил Вароне (Х. Карлссон, Д. Диц) |                                                        | Судьи: Эдуард Одиньш Виктор Спирин |
| |                                                            | |                                                        | Судьи: Эдуард Одиньш Виктор Спирин |
| |                                                            | |                                                        | Судьи: Эдуард Одиньш Виктор Спирин |
| |                                                            | |                                                        | Судьи: Эдуард Одиньш Виктор Спирин |
| 24 мин | Штраф                                                      | 14 мин |                                                        | Судьи: Эдуард Одиньш Виктор Спирин |
| |                                                            | |                                                        |                                    |
| | 33                                                         | Броски | 40                                                     |                                    |

| 4 марта 2021 17:00 | Металлург Мг | 1 : 2 (ОТ) 0:1, 1:0, 0:0, 0:1 | Барыс | Арена Металлург, Магнитогорск Зрителей: 3011 |

| Отчёт                                        | Отчёт         | Отчёт                                                                                         | Отчёт      | Отчёт                                 |
| -------------------------------------------- | ------------- | --------------------------------------------------------------------------------------------- | ---------- | ------------------------------------- |
|                                              |               |                                                                                               |            |                                       |
|                                              | Юхо Олкинуора | Вратари                                                                                       | Йони Ортио | Судьи: Алексей Васильев Эдуард Одиньш |
|                                              | Голы:         |                                                                                               |            | Судьи: Алексей Васильев Эдуард Одиньш |
| Андрей Нестрашил (бол.) — 28:10 (С. Мозякин) | 0:1 :1 1:2    | 11:45 — Кирилл Панюков (бол.) (Д. Диц, Р. Старченко) 60:29 — Диц Даррен (Ф. Вароне, Я. Лилья) |            | Судьи: Алексей Васильев Эдуард Одиньш |
|                                              |               |                                                                                               |            | Судьи: Алексей Васильев Эдуард Одиньш |
|                                              |               |                                                                                               |            | Судьи: Алексей Васильев Эдуард Одиньш |
|                                              |               |                                                                                               |            | Судьи: Алексей Васильев Эдуард Одиньш |
| 8 мин                                        | Штраф         | 8 мин                                                                                         |            | Судьи: Алексей Васильев Эдуард Одиньш |
|                                              |               |                                                                                               |            |                                       |
|                                              | 22            | Броски                                                                                        | 23         |                                       |

| 6 марта 2021 14:00 | Барыс | 1 : 2 1:0, 0:2, 0:0 | Металлург Мг | Барыс Арена, Нур-Султан Зрителей: 3300 |

| Отчёт                                  | Отчёт                    | Отчёт                                                                                           | Отчёт         | Отчёт                             |
| -------------------------------------- | ------------------------ | ----------------------------------------------------------------------------------------------- | ------------- | --------------------------------- |
|                                        |                          |                                                                                                 |               |                                   |
|                                        | Йони Ортио — 00:00-59:00 | Вратари                                                                                         | Юхо Олкинуора | Судьи: Виктор Гашилов Роман Щенёв |
|                                        | Голы:                    |                                                                                                 |               | Судьи: Виктор Гашилов Роман Щенёв |
| Якоб Лилья (мен.) — 14:41 (Л. Виделль) | 1:0 1:1 1:2              | 23:13 — Николай Голдобин (А. Земчёнок, С. Плотников) 26:00 — Егор Мартынов (С. Кошелев, Т. Бек) |               | Судьи: Виктор Гашилов Роман Щенёв |
|                                        |                          |                                                                                                 |               | Судьи: Виктор Гашилов Роман Щенёв |
|                                        |                          |                                                                                                 |               | Судьи: Виктор Гашилов Роман Щенёв |
|                                        |                          |                                                                                                 |               | Судьи: Виктор Гашилов Роман Щенёв |
| 6 мин                                  | Штраф                    | 8 мин                                                                                           |               | Судьи: Виктор Гашилов Роман Щенёв |
|                                        |                          |                                                                                                 |               |                                   |
|                                        | 29                       | Броски                                                                                          | 31            |                                   |

| 8 марта 2021 14:00 | Барыс | 4 : 2 1:1, 1:1, 2:0 | Металлург Мг | Барыс Арена, Нур-Султан Зрителей: 3300 |

| Отчёт | Отчёт                 | Отчёт | Отчёт                                                   | Отчёт                                  |
| --- | --------------------- | --- | ------------------------------------------------------- | -------------------------------------- |
| |                       | |                                                         |                                        |
| | Йони Ортио            | Вратари | 00:00-58:10 — Юхо Олкинуора 59:20-60:00 — Юхо Олкинуора | Судьи: Виктор Гашилов Антон Лаврентьев |
| | Голы:                 | |                                                         | Судьи: Виктор Гашилов Антон Лаврентьев |
| Мэтт Фрэттин (бол.) — 19:59 (Ф. Вароне, К. Панюков) Джесси Блэкер — 26:58 (Л. Виделль) Роман Старченко — 52:38 (Н. Михайлис, К. Валк) Кирилл Панюков (п.в.) — 59:20 (Й. Ортио) | 0:1 :1 1:2 :2 3:2 4:2 | 03:33 — Николай Прохоркин (бол.) (Ф. Хольм, Н. Голдобин) 24:03 — Николай Голдобин (Н. Прохоркин, М. Пашнин) |                                                         | Судьи: Виктор Гашилов Антон Лаврентьев |
| |                       | |                                                         | Судьи: Виктор Гашилов Антон Лаврентьев |
| |                       | |                                                         | Судьи: Виктор Гашилов Антон Лаврентьев |
| |                       | |                                                         | Судьи: Виктор Гашилов Антон Лаврентьев |
| 32 мин | Штраф                 | 24 мин |                                                         | Судьи: Виктор Гашилов Антон Лаврентьев |
| |                       | |                                                         |                                        |
| | 32                    | Броски | 33                                                      |                                        |

| 10 марта 2021 17:00 | Металлург Мг | 5 : 1 2:0, 3:1, 0:0 | Барыс | Арена Металлург, Магнитогорск Зрителей: 2373 |

| Отчёт | Отчёт                   | Отчёт                      | Отчёт                                                  | Отчёт                             |
| --- | ----------------------- | -------------------------- | ------------------------------------------------------ | --------------------------------- |
| |                         |                            |                                                        |                                   |
| | Василий Кошечкин        | Вратари                    | 00:00-36:39 — Йони Ортио 36:39-60:00 — Хенрик Карлссон | Судьи: Виктор Бирин Сергей Юдаков |
| | Голы:                   |                            |                                                        | Судьи: Виктор Бирин Сергей Юдаков |
| Сергей Мозякин — 01:27 (Ф. Хольм, М. Карпов) Николай Прохоркин (бол.) — 15:32 (Г. Дронов, Н. Голдобин) Николай Голдобин (бол.) — 27:30 (С. Плотников, Н. Прохоркин) Тейлор Бек — 35:55 (А. Нестрашил, М. Пашнин) Деннис Расмуссен — 36:39 (Ф. Хольм) | 1:0 2:0 3:0 3:1 4:1 5:1 | 30:04 — Кёртис Валк (бол.) |                                                        | Судьи: Виктор Бирин Сергей Юдаков |
| |                         |                            |                                                        | Судьи: Виктор Бирин Сергей Юдаков |
| |                         |                            |                                                        | Судьи: Виктор Бирин Сергей Юдаков |
| |                         |                            |                                                        | Судьи: Виктор Бирин Сергей Юдаков |
| 10 мин | Штраф                   | 10 мин                     |                                                        | Судьи: Виктор Бирин Сергей Юдаков |
| |                         |                            |                                                        |                                   |
| | 29                      | Броски                     | 29                                                     |                                   |

| 12 марта 2021 16:30 | Барыс | 3 : 5 0:0, 2:2, 1:3 | Металлург Мг | Барыс Арена, Нур-Султан Зрителей: 3300 |

| Отчёт | Отчёт                                                                      | Отчёт | Отчёт         | Отчёт                             |
| --- | -------------------------------------------------------------------------- | --- | ------------- | --------------------------------- |
| |                                                                            | |               |                                   |
| | Йони Ортио — 00:00-56:27 Йони Ортио — 57:05-57:19 Йони Ортио — 58:24-58:58 | Вратари | Юхо Олкинуора | Судьи: Алексей Белов Роман Гофман |
| | Голы:                                                                      | |               | Судьи: Алексей Белов Роман Гофман |
| Линус Виделль — 32:58 (Н. Михайлис, А. Линтуниеми) Никита Михайлис — 39:46 (Л. Виделль) Кирилл Панюков (бол.) — 57:05 (Л. Виделль, Д. Диц) | 0:1 :1 1:2 :2 2:3 2:4 3:4 3:5                                              | 25:34 — Семён Кошелев (бол.) (Г. Дронов, С. Плотников) 36:44 — Деннис Расмуссен (бол.) (Т. Бек, Ф. Хольм) 45:50 — Сергей Мозякин (бол.) (Т. Бек) 54:53 — Тейлор Бек (бол.) (С. Мозякин) 58:24 — Сергей Плотников (п.в.) (Н. Кулёмин) |               | Судьи: Алексей Белов Роман Гофман |
| |                                                                            | |               | Судьи: Алексей Белов Роман Гофман |
| |                                                                            | |               | Судьи: Алексей Белов Роман Гофман |
| |                                                                            | |               | Судьи: Алексей Белов Роман Гофман |
| 12 мин | Штраф                                                                      | 10 мин |               | Судьи: Алексей Белов Роман Гофман |
| |                                                                            | |               |                                   |
| | 30                                                                         | Броски | 22            |                                   |

#### (4) «Салават Юлаев» — (5) «Трактор»
Вторая встреча «Салавата Юлаева» и «Трактора» в плей-офф КХЛ. В 2018 году победу одержал «Трактор» со счётом 4-3. В регулярном чемпионате 2020/21 команды встречались между собой два раза и одержали домашние победы.
| 3 марта 2021 17:00 | Салават Юлаев | 1 : 3 1:1, 0:1, 0:1 | Трактор | Уфа-Арена, Уфа Зрителей: 6318 |

| Отчёт                                                | Отчёт                                               | Отчёт                                                                                          | Отчёт        | Отчёт                                 |
| ---------------------------------------------------- | --------------------------------------------------- | ---------------------------------------------------------------------------------------------- | ------------ | ------------------------------------- |
|                                                      |                                                     |                                                                                                |              |                                       |
|                                                      | Юха Метсола — 00:00-59:05 Юха Метсола — 59:58-60:00 | Вратари                                                                                        | Иван Федотов | Судьи: Денис Наумов Александр Сергеев |
|                                                      | Голы:                                               |                                                                                                |              | Судьи: Денис Наумов Александр Сергеев |
| Владислав Картаев — 05:04 (Е. Лисовец, М. Науменков) | 0:1 :1 1:2 1:3                                      | 04:06 — Виталий Кравцов 29:07 — Вячеслав Основин (Д. Ильин) 43:49 — Вячеслав Основин (Т. Гика) |              | Судьи: Денис Наумов Александр Сергеев |
|                                                      |                                                     |                                                                                                |              | Судьи: Денис Наумов Александр Сергеев |
|                                                      |                                                     |                                                                                                |              | Судьи: Денис Наумов Александр Сергеев |
|                                                      |                                                     |                                                                                                |              | Судьи: Денис Наумов Александр Сергеев |
| 8 мин                                                | Штраф                                               | 4 мин                                                                                          |              | Судьи: Денис Наумов Александр Сергеев |
|                                                      |                                                     |                                                                                                |              |                                       |
|                                                      | 39                                                  | Броски                                                                                         | 29           |                                       |

| 5 марта 2021 17:00 | Салават Юлаев | 3 : 2 (ОТ) 0:1, 2:0, 0:1, 1:0 | Трактор | Уфа-Арена, Уфа Зрителей: 7153 |

| Отчёт | Отчёт              | Отчёт                                                                                       | Отчёт        | Отчёт                              |
| --- | ------------------ | ------------------------------------------------------------------------------------------- | ------------ | ---------------------------------- |
| |                    |                                                                                             |              |                                    |
| | Юха Метсола        | Вратари                                                                                     | Иван Федотов | Судьи: Денис Наумов Александр Соин |
| | Голы:              |                                                                                             |              | Судьи: Денис Наумов Александр Соин |
| Теему Хартикайнен (бол.) — 28:50 (А. Кадейкин) Владислав Картаев — 32:33 (Д. Башкиров) Теему Хартикайнен — 73:21 (Ф. Ларсен, М. Гранлунд) | 0:1 :1 2:1 2:2 3:2 | 11:52 — Виталий Кравцов (бол.) (Л. Пилут, Т. Гика) 56:50 — Ник Бэйлен (Т. Гика, В. Кравцов) |              | Судьи: Денис Наумов Александр Соин |
| |                    |                                                                                             |              | Судьи: Денис Наумов Александр Соин |
| |                    |                                                                                             |              | Судьи: Денис Наумов Александр Соин |
| |                    |                                                                                             |              | Судьи: Денис Наумов Александр Соин |
| 12 мин | Штраф              | 10 мин                                                                                      |              | Судьи: Денис Наумов Александр Соин |
| |                    |                                                                                             |              |                                    |
| | 34                 | Броски                                                                                      | 32           |                                    |

| 7 марта 2021 14:30 | Трактор | 0 : 4 0:1, 0:2, 0:1 | Салават Юлаев | Ледовая арена «Трактор», Челябинск Зрителей: 5675 |

| Отчёт  | Отчёт                                                                        | Отчёт | Отчёт       | Отчёт                            |
| ------ | ---------------------------------------------------------------------------- | --- | ----------- | -------------------------------- |
|        |                                                                              | |             |                                  |
|        | Иван Федотов — 00:00-31:40 Роман Вилл — 31:40-59:06 Роман Вилл — 59:39-60:00 | Вратари | Юха Метсола | Судьи: Виктор Бирин Мартин Франё |
|        | Голы:                                                                        | |             | Судьи: Виктор Бирин Мартин Франё |
|        | 0:1 0:2 0:3 0:4                                                              | 12:27 — Александр Кадейкин (В. Жарков, Е. Бирюков) 26:58 — Маркус Гранлунд (С. Маннинен, Т. Хартикайнен) 31:40 — П. Хохряков 59:39 — Вячеслав Солодухин (п.в.) (А. Алексеев) |             | Судьи: Виктор Бирин Мартин Франё |
|        |                                                                              | |             | Судьи: Виктор Бирин Мартин Франё |
|        |                                                                              | |             | Судьи: Виктор Бирин Мартин Франё |
|        |                                                                              | |             | Судьи: Виктор Бирин Мартин Франё |
| 18 мин | Штраф                                                                        | 4 мин |             | Судьи: Виктор Бирин Мартин Франё |
|        |                                                                              | |             |                                  |
|        | 19                                                                           | Броски | 25          |                                  |

| 9 марта 2021 17:00 | Трактор | 0 : 3 0:0, 0:1, 0:2 | Салават Юлаев | Ледовая арена «Трактор», Челябинск Зрителей: 5630 |

| Отчёт | Отчёт                                             | Отчёт | Отчёт       | Отчёт                             |
| ----- | ------------------------------------------------- | --- | ----------- | --------------------------------- |
|       |                                                   | |             |                                   |
|       | Роман Вилл — 00:00-58:10 Роман Вилл — 58:24-60:00 | Вратари | Юха Метсола | Судьи: Сергей Юдаков Мартин Франё |
|       | Голы:                                             | |             | Судьи: Сергей Юдаков Мартин Франё |
|       | 0:1 0:2 0:3                                       | 34:10 — Теему Хартикайнен (М. Гранлунд, Г. Панин) 48:56 — Маркус Гранлунд (С. Маннинен) 58:24 — Сакари Маннинен (п.в.) (Г. Панин, М. Гранлунд) |             | Судьи: Сергей Юдаков Мартин Франё |
|       |                                                   | |             | Судьи: Сергей Юдаков Мартин Франё |
|       |                                                   | |             | Судьи: Сергей Юдаков Мартин Франё |
|       |                                                   | |             | Судьи: Сергей Юдаков Мартин Франё |
| 8 мин | Штраф                                             | 14 мин |             | Судьи: Сергей Юдаков Мартин Франё |
|       |                                                   | |             |                                   |
|       | 21                                                | Броски | 28          |                                   |

| 11 марта 2021 17:00 | Салават Юлаев | 3 : 2 1:0, 1:1, 1:1 | Трактор | Уфа-Арена, Уфа Зрителей: 7865 |

| Отчёт | Отчёт               | Отчёт                                                                                                 | Отчёт                      | Отчёт                                |
| --- | ------------------- | --- | -------------------------- | ------------------------------------ |
| |                     | |                            |                                      |
| | Юха Метсола         | Вратари                                                                                               | 00:00-59:41 — Иван Федотов | Судьи: Юрий Оскирко Максим Сидоренко |
| | Голы:               | |                            | Судьи: Юрий Оскирко Максим Сидоренко |
| Теему Хартикайнен (бол.) — 10:00 (Ф. Ларсен, А. Кадейкин) Сакари Маннинен (бол.) — 25:34 (М. Гранлунд, А. Кадейкин) Маркус Гранлунд (Б) — 59:41 | 1:0 2:0 2:1 2:2 3:2 | 32:29 — Игорь Полыгалов (Л. Пилут, В. Кравцов) 50:30 — Александр Авцин (бол.) (Д. Бодров, С. Калинин) |                            | Судьи: Юрий Оскирко Максим Сидоренко |
| |                     | |                            | Судьи: Юрий Оскирко Максим Сидоренко |
| |                     | |                            | Судьи: Юрий Оскирко Максим Сидоренко |
| |                     | |                            | Судьи: Юрий Оскирко Максим Сидоренко |
| 12 мин | Штраф               | 8 мин                                                                                                 |                            | Судьи: Юрий Оскирко Максим Сидоренко |
| |                     | |                            |                                      |
| | 21                  | Броски                                                                                                | 36                         |                                      |

### Западная конференция

#### (1) ЦСКА — (8) «Спартак»
Вторая встреча ЦСКА и «Спартака» в плей-офф КХЛ. В 2018 году победу одержал ЦСКА со счётом 4-0. В регулярном чемпионате 2020/21 команды встречались между собой четыре раза, трижды победу одержал ЦСКА, один раз сильнее оказался «Спартак».
| 3 марта 2021 19:30 | ЦСКА | 1 : 0 (ОТ) 0:0, 0:0, 0:0, 1:0 | Спартак | ЦСКА Арена, Москва Зрителей: 4598 |

| Отчёт                              | Отчёт         | Отчёт   | Отчёт         | Отчёт                                  |
| ---------------------------------- | ------------- | ------- | ------------- | -------------------------------------- |
|                                    |               |         |               |                                        |
|                                    | Ларс Юханссон | Вратари | Юлиус Гудачек | Судьи: Сергей Беляев Константин Оленин |
|                                    | Голы:         |         |               | Судьи: Сергей Беляев Константин Оленин |
| Максим Шалунов — 68:51 (К. Окулов) | 1:0           |         |               | Судьи: Сергей Беляев Константин Оленин |
|                                    |               |         |               | Судьи: Сергей Беляев Константин Оленин |
|                                    |               |         |               | Судьи: Сергей Беляев Константин Оленин |
|                                    |               |         |               | Судьи: Сергей Беляев Константин Оленин |
| 20 мин                             | Штраф         | 31 мин  |               | Судьи: Сергей Беляев Константин Оленин |
|                                    |               |         |               |                                        |
|                                    | 28            | Броски  | 20            |                                        |

| 5 марта 2021 19:30 | ЦСКА | 5 : 1 0:0, 2:1, 3:0 | Спартак | ЦСКА Арена, Москва Зрителей: 5188 |

| Отчёт | Отчёт                   | Отчёт                                                      | Отчёт         | Отчёт                                 |
| --- | ----------------------- | ---------------------------------------------------------- | ------------- | ------------------------------------- |
| |                         |                                                            |               |                                       |
| | Ларс Юханссон           | Вратари                                                    | Юлиус Гудачек | Судьи: Евгений Гамалей Сергей Кулаков |
| | Голы:                   |                                                            |               | Судьи: Евгений Гамалей Сергей Кулаков |
| Андрей Локтионов (бол.) — 22:33 (М. Робинсон, Б. Лайпсик) Клас Дальбек — 38:11 (И. Телегин, А. Светлаков) Максим Шалунов — 43:48 (К. Окулов, М. Мамин) Б. Лайпсик — 50:01 (А. Попов) М. Мамин — 59:32 (К Окулов, А. Сергеев) | 1:0 1:1 2:1 3:1 4:1 5:1 | 36:25 — Дмитрий Вишневский (бол.) (Й. Лехтеря, С. Широков) |               | Судьи: Евгений Гамалей Сергей Кулаков |
| |                         |                                                            |               | Судьи: Евгений Гамалей Сергей Кулаков |
| |                         |                                                            |               | Судьи: Евгений Гамалей Сергей Кулаков |
| |                         |                                                            |               | Судьи: Евгений Гамалей Сергей Кулаков |
| 10 мин | Штраф                   | 8 мин                                                      |               | Судьи: Евгений Гамалей Сергей Кулаков |
| |                         |                                                            |               |                                       |
| | 25                      | Броски                                                     | 18            |                                       |

| 7 марта 2021 17:00 | Спартак | 0 : 3 0:1, 0:0, 0:2 | ЦСКА | ЦСКА Арена, Москва Зрителей: 5263 |

| Отчёт  | Отчёт         | Отчёт | Отчёт         | Отчёт                                    |
| ------ | ------------- | --- | ------------- | ---------------------------------------- |
|        |               | |               |                                          |
|        | Юлиус Гудачек | Вратари | Ларс Юханссон | Судьи: Алексей Раводин Александр Сергеев |
|        | Голы:         | |               | Судьи: Алексей Раводин Александр Сергеев |
|        | 0:1 0:2 0:3   | 05:04 — Сергей Андронов (А. Слепышев) 45:54 — Максим Шалунов (бол.) (Д. Гилмор, К. Окулов) 56:04 — Никита Коростелёв (Б. Лайпсик, А. Локтионов) |               | Судьи: Алексей Раводин Александр Сергеев |
|        |               | |               | Судьи: Алексей Раводин Александр Сергеев |
|        |               | |               | Судьи: Алексей Раводин Александр Сергеев |
|        |               | |               | Судьи: Алексей Раводин Александр Сергеев |
| 10 мин | Штраф         | 8 мин |               | Судьи: Алексей Раводин Александр Сергеев |
|        |               | |               |                                          |
|        | 37            | Броски | 23            |                                          |

| 9 марта 2021 19:30 | Спартак | 1 : 3 1:0, 0:1, 0:2 | ЦСКА | ЦСКА Арена, Москва Зрителей: 4809 |

| Отчёт                                    | Отчёт                                                   | Отчёт | Отчёт         | Отчёт                               |
| ---------------------------------------- | ------------------------------------------------------- | --- | ------------- | ----------------------------------- |
|                                          |                                                         | |               |                                     |
|                                          | Юлиус Гудачек — 00:00-59:02 Юлиус Гудачек — 59:40-60:00 | Вратари | Ларс Юханссон | Судьи: Сергей Беляев Александр Соин |
|                                          | Голы:                                                   | |               | Судьи: Сергей Беляев Александр Соин |
| Мартин Бакош (бол.) — 02:30 (Й. Лехтеря) | 1:0 1:1 1:2 1:3                                         | 26:56 — Антон Слепышев (бол.) (М. Робинсон) 53:08 — Брендан Лайпсик (А. Локтионов) 59:40 — Иван Телегин (п.в.) (Б. Лайпсик, А. Локтионов) |               | Судьи: Сергей Беляев Александр Соин |
|                                          |                                                         | |               | Судьи: Сергей Беляев Александр Соин |
|                                          |                                                         | |               | Судьи: Сергей Беляев Александр Соин |
|                                          |                                                         | |               | Судьи: Сергей Беляев Александр Соин |
| 8 мин                                    | Штраф                                                   | 12 мин |               | Судьи: Сергей Беляев Александр Соин |
|                                          |                                                         | |               |                                     |
|                                          | 19                                                      | Броски | 27            |                                     |

#### (2) СКА — (7) «Динамо» Мн
Первая встреча СКА и минского «Динамо» в плей-офф КХЛ. В регулярном чемпионате 2020/21 команды встречались между собой два раза и одержали домашние победы.
| 2 марта 2021 19:30 | СКА | 4 : 2 0:1, 3:0, 1:1 | Динамо Мн | Ледовый дворец, Санкт-Петербург Зрителей: 8799 |

| Отчёт | Отчёт                  | Отчёт                                                                                      | Отчёт                      | Отчёт                               |
| --- | ---------------------- | ------------------------------------------------------------------------------------------ | -------------------------- | ----------------------------------- |
| |                        |                                                                                            |                            |                                     |
| | Александр Самонов      | Вратари                                                                                    | 00:00-58:56 — Доминик Фурх | Судьи: Евгений Гамалей Юрий Оскирко |
| | Голы:                  |                                                                                            |                            | Судьи: Евгений Гамалей Юрий Оскирко |
| Андрей Кузьменко — 26:06 Андрей Кузьменко (бол.) — 27:53 (И. Морозов) Василий Подколзин — 32:06 (И. Морозов, Э. Галимов) Йонас Кемппайнен — 58:14 (И. Ожиганов, Е. Кетов) | 0:1 :1 2:1 3:1 3:2 4:2 | 04:53 — Павел Варфоломеев (А. Демков, И. Усов) 50:08 — Кирилл Воронин (А. Демков, И. Усов) |                            | Судьи: Евгений Гамалей Юрий Оскирко |
| |                        |                                                                                            |                            | Судьи: Евгений Гамалей Юрий Оскирко |
| |                        |                                                                                            |                            | Судьи: Евгений Гамалей Юрий Оскирко |
| |                        |                                                                                            |                            | Судьи: Евгений Гамалей Юрий Оскирко |
| 4 мин | Штраф                  | 14 мин                                                                                     |                            | Судьи: Евгений Гамалей Юрий Оскирко |
| |                        |                                                                                            |                            |                                     |
| | 22                     | Броски                                                                                     | 24                         |                                     |

| 4 марта 2021 19:30 | СКА | 6 : 4 4:2, 0:0, 2:2 | Динамо Мн | Ледовый дворец, Санкт-Петербург Зрителей: 8775 |

| Отчёт | Отчёт                                   | Отчёт | Отчёт                                                                            | Отчёт                             |
| --- | --------------------------------------- | --- | -------------------------------------------------------------------------------- | --------------------------------- |
| |                                         | |                                                                                  |                                   |
| | Александр Самонов                       | Вратари | 00:00-57:48 — Доминик Фурх 58:26-59:06 — Доминик Фурх 59:46-60:00 — Доминик Фурх | Судьи: Алексей Белов Юрий Оскирко |
| | Голы:                                   | |                                                                                  | Судьи: Алексей Белов Юрий Оскирко |
| Йонас Кемппайнен — 01:04 (Е. Кетов, В. Ткачёв) Евгений Кетов — 10:25 (В. Ткачёв, Й. Кемппайнен) Иван Морозов — 14:59 Евгений Кетов — 18:22 (В. Ткачёв, К. Кирсанов) Антон Бурдасов (бол.) — 53:47 (Й. Кемппайнен, В. Ткачёв) Василий Подколзин (п.в.) — 58:26 (Е. Кетов, Й. Кемппайнен) | 1:0 2:0 3:0 3:1 3:2 4:2 4:3 4:4 5:4 6:4 | 15:38 — Шейн Принс (Ф. Паре) 17:02 — Брэндан Козун (бол.) (Б. Менелл) 45:45 — Илья Усов (мен.) 52:08 — Б. Менелл (бол.) (Ш. Принс) |                                                                                  | Судьи: Алексей Белов Юрий Оскирко |
| |                                         | |                                                                                  | Судьи: Алексей Белов Юрий Оскирко |
| |                                         | |                                                                                  | Судьи: Алексей Белов Юрий Оскирко |
| |                                         | |                                                                                  | Судьи: Алексей Белов Юрий Оскирко |
| 8 мин | Штраф                                   | 10 мин |                                                                                  | Судьи: Алексей Белов Юрий Оскирко |
| |                                         | |                                                                                  |                                   |
| | 34                                      | Броски | 31                                                                               |                                   |

| 6 марта 2021 17:10 | Динамо Мн | 3 : 4 (ОТ) 0:1, 2:1, 1:1, 0:1 | СКА | Минск-Арена, Минск Зрителей: 11 913 |

| Отчёт | Отчёт                      | Отчёт | Отчёт             | Отчёт                                     |
| --- | -------------------------- | --- | ----------------- | ----------------------------------------- |
| |                            | |                   |                                           |
| | Доминик Фурх               | Вратари | Александр Самонов | Судьи: Константин Оленин Евгений Ромасько |
| | Голы:                      | |                   | Судьи: Константин Оленин Евгений Ромасько |
| Алексей Протас — 33:46 (Ш. Принс, Б. Менелл) Павел Варфоломеев (бол.) — 39:21 (Б. Менелл, Ш. Принс) Илья Шинкевич — 55:24 (А. Протас, И. Соловьёв) | 0:1 0:2 1:2 2:2 2:3 :3 3:4 | 04:54 — Артём Швец-Роговой (И. Ожиганов, Э. Галимов) 29:56 — Эмиль Галимов (М. Стрёмвалль, А. Швец-Роговой) 46:28 — Игорь Ожиганов (бол.) (А. Бурдасов, А. Кузьменко) 78:41 — Линден Вей (бол.) (К. Марченко, В. Подколзин) |                   | Судьи: Константин Оленин Евгений Ромасько |
| |                            | |                   | Судьи: Константин Оленин Евгений Ромасько |
| |                            | |                   | Судьи: Константин Оленин Евгений Ромасько |
| |                            | |                   | Судьи: Константин Оленин Евгений Ромасько |
| 34 мин | Штраф                      | 31 мин |                   | Судьи: Константин Оленин Евгений Ромасько |
| |                            | |                   |                                           |
| | 36                         | Броски | 41                |                                           |

| 8 марта 2021 17:10 | Динамо Мн | 2 : 1 0:1, 1:0, 1:0 | СКА | Минск-Арена, Минск Зрителей: 13 056 |

| Отчёт                                                                               | Отчёт        | Отчёт                                   | Отчёт                           | Отчёт                                 |
| ----------------------------------------------------------------------------------- | ------------ | --------------------------------------- | ------------------------------- | ------------------------------------- |
|                                                                                     |              |                                         |                                 |                                       |
|                                                                                     | Доминик Фурх | Вратари                                 | Александр Самонов — 00:00-58:25 | Судьи: Денис Бондарь Евгений Ромасько |
|                                                                                     | Голы:        |                                         |                                 | Судьи: Денис Бондарь Евгений Ромасько |
| Артём Демков (бол.) — 33:46 (Б. Менелл, Ш. Принс) Денис Мосалёв — 46:32 (Б. Менелл) | 0:1 :1 2:1   | 17:25 — Андрей Кузьменко (Л. Бенгтссон) |                                 | Судьи: Денис Бондарь Евгений Ромасько |
|                                                                                     |              |                                         |                                 | Судьи: Денис Бондарь Евгений Ромасько |
|                                                                                     |              |                                         |                                 | Судьи: Денис Бондарь Евгений Ромасько |
|                                                                                     |              |                                         |                                 | Судьи: Денис Бондарь Евгений Ромасько |
| 8 мин                                                                               | Штраф        | 8 мин                                   |                                 | Судьи: Денис Бондарь Евгений Ромасько |
|                                                                                     |              |                                         |                                 |                                       |
|                                                                                     | 32           | Броски                                  | 24                              |                                       |

| 10 марта 2021 19:30 | СКА | 4 : 3 (ОТ) 0:1, 2:0, 1:2, 1:0 | Динамо Мн | Ледовый дворец, Санкт-Петербург Зрителей: 8427 |

| Отчёт | Отчёт                     | Отчёт | Отчёт        | Отчёт                               |
| --- | ------------------------- | --- | ------------ | ----------------------------------- |
| |                           | |              |                                     |
| | Магнус Хелльберг          | Вратари | Доминик Фурх | Судьи: Виктор Гашилов Эдуард Одиньш |
| | Голы:                     | |              | Судьи: Виктор Гашилов Эдуард Одиньш |
| Эмиль Галимов — 24:46 (В. Антипин, И. Морозов) Эмиль Галимов — 29:44 (И. Морозов, И. Ожиганов) Кирилл Марченко — 57:58 (Э. Галимов, Д. Хафизуллин) Антон Бурдасов (бол.) — 68:47 (Л. Бенгтссон, Л. Вей) | 0:1 :1 2:1 2:2 2:3 :3 4:3 | 03:22 — Павел Варфоломеев (Д. Мосалёв, А. Протас) 42:05 — Павел Варфоломеев (бол.) (Ш. Принс, Б. Менелл) 43:03 — Денис Мосалёв (А. Протас, Р. Горбунов) |              | Судьи: Виктор Гашилов Эдуард Одиньш |
| |                           | |              | Судьи: Виктор Гашилов Эдуард Одиньш |
| |                           | |              | Судьи: Виктор Гашилов Эдуард Одиньш |
| |                           | |              | Судьи: Виктор Гашилов Эдуард Одиньш |
| 6 мин | Штраф                     | 6 мин |              | Судьи: Виктор Гашилов Эдуард Одиньш |
| |                           | |              |                                     |
| | 33                        | Броски | 18           |                                     |

#### (3) «Динамо» М — (6) «Северсталь»
Первая встреча московского «Динамо» и «Северстали» в плей-офф КХЛ. В регулярном чемпионате 2020/21 команды встречались между собой два раза и одержали победы на выезде.
| 2 марта 2021 19:30 | Динамо М | 1 : 0 0:0, 1:0, 0:0 | Северсталь | ВТБ Арена, Москва Зрителей: 3601 |

| Отчёт                                         | Отчёт              | Отчёт   | Отчёт                                 | Отчёт                               |
| --------------------------------------------- | ------------------ | ------- | ------------------------------------- | ----------------------------------- |
|                                               |                    |         |                                       |                                     |
|                                               | Александр Ерёменко | Вратари | 00:00-59:07 — Владислав Подъяпольский | Судьи: Денис Бондарь Виктор Гашилов |
|                                               | Голы:              |         |                                       | Судьи: Денис Бондарь Виктор Гашилов |
| Дмитрий Яшкин — 22:17 (В. Шипачёв, А. Волков) | 1:0                |         |                                       | Судьи: Денис Бондарь Виктор Гашилов |
|                                               |                    |         |                                       | Судьи: Денис Бондарь Виктор Гашилов |
|                                               |                    |         |                                       | Судьи: Денис Бондарь Виктор Гашилов |
|                                               |                    |         |                                       | Судьи: Денис Бондарь Виктор Гашилов |
| 12 мин                                        | Штраф              | 12 мин  |                                       | Судьи: Денис Бондарь Виктор Гашилов |
|                                               |                    |         |                                       |                                     |
|                                               | 36                 | Броски  | 27                                    |                                     |

| 4 марта 2021 19:30 | Динамо М | 2 : 5 0:1, 2:2, 0:2 | Северсталь | ВТБ Арена, Москва Зрителей: 4180 |

| Отчёт                                                                                                   | Отчёт                                                       | Отчёт | Отчёт                   | Отчёт                                 |
| --- | ----------------------------------------------------------- | --- | ----------------------- | ------------------------------------- |
| |                                                             | |                         |                                       |
| | Александр Ерёменко — 00:00-53:09 Иван Бочаров — 53:09-60:00 | Вратари | Владислав Подъяпольский | Судьи: Андрис Ансонс Евгений Ромасько |
| | Голы:                                                       | |                         | Судьи: Андрис Ансонс Евгений Ромасько |
| Вадим Шипачёв (бол.) — 24:14 (Д. Кагарлицкий, А. Сергеев) Дмитрий Кагарлицкий (бол.) — 39:50 (Д. Яшкин) | 0:1 :1 1:2 1:3 2:3 2:4 2:5                                  | 15:23 ― Никита Гуслистов (Н. Макеев) 30:41 ― Александр Петунин (Ш. Лалонд) 35:53 ― Шон Лалонд (К. Капустин, Н. Гуслистов) 43:18 ― Йоонас Няттинен (А. Лишка) 53:09 ― Владислав Кодола |                         | Судьи: Андрис Ансонс Евгений Ромасько |
| |                                                             | |                         | Судьи: Андрис Ансонс Евгений Ромасько |
| |                                                             | |                         | Судьи: Андрис Ансонс Евгений Ромасько |
| |                                                             | |                         | Судьи: Андрис Ансонс Евгений Ромасько |
| 6 мин                                                                                                   | Штраф                                                       | 6 мин |                         | Судьи: Андрис Ансонс Евгений Ромасько |
| |                                                             | |                         |                                       |
| | 33                                                          | Броски | 24                      |                                       |

| 6 марта 2021 17:00 | Северсталь | 1 : 2 (ОТ) 0:0, 0:0, 1:1, 0:1 | Динамо М | Ледовый дворец, Череповец Зрителей: 3257 |

| Отчёт                                        | Отчёт                   | Отчёт                                                                                   | Отчёт        | Отчёт                                 |
| -------------------------------------------- | ----------------------- | --------------------------------------------------------------------------------------- | ------------ | ------------------------------------- |
|                                              |                         |                                                                                         |              |                                       |
|                                              | Владислав Подъяпольский | Вратари                                                                                 | Иван Бочаров | Судьи: Алексей Васильев Эдуард Одиньш |
|                                              | Голы:                   |                                                                                         |              | Судьи: Алексей Васильев Эдуард Одиньш |
| Якоб Берглунд — 47:40 (Е. Морозов, А. Лишка) | 1:0 1:1 1:2             | 59:57 ― Дмитрий Кагарлицкий (Д. Яшкин, А. Сергеев) 79:34 ― Даниил Тарасов (О. Линдберг) |              | Судьи: Алексей Васильев Эдуард Одиньш |
|                                              |                         |                                                                                         |              | Судьи: Алексей Васильев Эдуард Одиньш |
|                                              |                         |                                                                                         |              | Судьи: Алексей Васильев Эдуард Одиньш |
|                                              |                         |                                                                                         |              | Судьи: Алексей Васильев Эдуард Одиньш |
| 16 мин                                       | Штраф                   | 14 мин                                                                                  |              | Судьи: Алексей Васильев Эдуард Одиньш |
|                                              |                         |                                                                                         |              |                                       |
|                                              | 27                      | Броски                                                                                  | 43           |                                       |

| 8 марта 2021 17:00 | Северсталь | 2 : 5 0:2, 2:1, 0:2 | Динамо М | Ледовый дворец, Череповец Зрителей: 3194 |

| Отчёт                                                                   | Отчёт                                                     | Отчёт | Отчёт        | Отчёт                                 |
| ----------------------------------------------------------------------- | --------------------------------------------------------- | --- | ------------ | ------------------------------------- |
|                                                                         |                                                           | |              |                                       |
|                                                                         | Дмитрий Шугаев — 00:00-58:07 Дмитрий Шугаев — 58:43-60:00 | Вратари | Иван Бочаров | Судьи: Алексей Васильев Эдуард Одиньш |
|                                                                         | Голы:                                                     | |              | Судьи: Алексей Васильев Эдуард Одиньш |
| Егор Морозов — 20:29 (А. Алексеев) Владислав Кодола — 21:11 (Ш. Лалонд) | 0:1 0:2 1:2 2:2 2:3 2:4 2:5                               | 11:03 ― Андрей Сергеев (М. Чайковски, В. Шипачёв) 15:15 ― Андрей Сергеев (бол.) 31:41 ― Андрей Сергеев (В. Шипачёв, Д. Кагарлицкий) 58:43 ― Дмитрий Яшкин (п.в.) (В. Шипачёв, А. Сергеев) 59:39 ― Магнус Пяаярви (Е. Зайцев) |              | Судьи: Алексей Васильев Эдуард Одиньш |
|                                                                         |                                                           | |              | Судьи: Алексей Васильев Эдуард Одиньш |
|                                                                         |                                                           | |              | Судьи: Алексей Васильев Эдуард Одиньш |
|                                                                         |                                                           | |              | Судьи: Алексей Васильев Эдуард Одиньш |
| 8 мин                                                                   | Штраф                                                     | 8 мин |              | Судьи: Алексей Васильев Эдуард Одиньш |
|                                                                         |                                                           | |              |                                       |
|                                                                         | 36                                                        | Броски | 41           |                                       |

| 10 марта 2021 19:30 | Динамо М | 4 : 3 1:0, 3:1, 0:2 | Северсталь | ВТБ Арена, Москва Зрителей: 4095 |

| Отчёт | Отчёт                       | Отчёт | Отчёт                                                              | Отчёт                                |
| --- | --------------------------- | --- | ------------------------------------------------------------------ | ------------------------------------ |
| |                             | |                                                                    |                                      |
| | Александр Ерёменко          | Вратари | 00:00-30:22 — Владислав Подъяпольский 30:22-60:00 — Дмитрий Шугаев | Судьи: Денис Наумов Евгений Ромасько |
| | Голы:                       | |                                                                    | Судьи: Денис Наумов Евгений Ромасько |
| Юусо Хиетанен (бол.) — 10:22 (О. Линдберг) Дмитрий Яшкин (мен.) — 20:35 Оскар Линдберг — 25:13 (А. Сергеев, М. Чайковски) Вячеслав Кулёмин — 30:22 (Е. Зайцев, И. Муранов) | 1:0 2:0 3:0 4:0 4:1 4:2 4:3 | 33:32 ― Индржик Абдул (А. Лишка) 46:09 ― Вадим Кудако (Е. Морозов, А. Лишка) 56:49 ― Вадим Кудако (И. Абдул, Д. Моисеев) |                                                                    | Судьи: Денис Наумов Евгений Ромасько |
| |                             | |                                                                    | Судьи: Денис Наумов Евгений Ромасько |
| |                             | |                                                                    | Судьи: Денис Наумов Евгений Ромасько |
| |                             | |                                                                    | Судьи: Денис Наумов Евгений Ромасько |
| 38 мин | Штраф                       | 42 мин |                                                                    | Судьи: Денис Наумов Евгений Ромасько |
| |                             | |                                                                    |                                      |
| | 36                          | Броски | 27                                                                 |                                      |

#### (4) «Локомотив» — (5) «Йокерит»
Вторая встреча «Локомотива» и «Йокерита» в плей-офф КХЛ. В 2020 году победу одержал «Йокерит» со счётом 4-2. В регулярном чемпионате 2020/21 команды встречались между собой четыре раза, трижды победу одержал «Йокерит», один раз сильнее оказался «Локомотив».
| 3 марта 2021 19:30 | Локомотив | 1 : 0 0:0, 0:0, 1:0 | Йокерит | Арена 2000, Ярославль Зрителей: 2823 |

| Отчёт                                           | Отчёт           | Отчёт   | Отчёт                        | Отчёт                            |
| ----------------------------------------------- | --------------- | ------- | ---------------------------- | -------------------------------- |
|                                                 |                 |         |                              |                                  |
|                                                 | Эдвард Паскуале | Вратари | 00:00-58:41 ― Андерс Линдбек | Судьи: Роман Гофман Мартин Франё |
|                                                 | Голы:           |         |                              | Судьи: Роман Гофман Мартин Франё |
| Максим Осипов — 45:41 (Т. Пулккинен, В. Ткачёв) | 1:0             |         |                              | Судьи: Роман Гофман Мартин Франё |
|                                                 |                 |         |                              | Судьи: Роман Гофман Мартин Франё |
|                                                 |                 |         |                              | Судьи: Роман Гофман Мартин Франё |
|                                                 |                 |         |                              | Судьи: Роман Гофман Мартин Франё |
| 12 мин                                          | Штраф           | 4 мин   |                              | Судьи: Роман Гофман Мартин Франё |
|                                                 |                 |         |                              |                                  |
|                                                 | 26              | Броски  | 29                           |                                  |

| 5 марта 2021 19:30 | Локомотив | 5 : 0 1:0, 1:0, 3:0 | Йокерит | Арена 2000, Ярославль Зрителей: 3065 |

| Отчёт | Отчёт               | Отчёт   | Отчёт          | Отчёт                            |
| --- | ------------------- | ------- | -------------- | -------------------------------- |
| |                     |         |                |                                  |
| | Эдвард Паскуале     | Вратари | Андерс Линдбек | Судьи: Роман Гофман Мартин Франё |
| | Голы:               |         |                | Судьи: Роман Гофман Мартин Франё |
| Андре Петерссон ― 15:22 (А. Охтамаа, В. Ткачёв) Андре Петерссон ― 33:15 (В. Ткачёв, Р. Рафиков) Владимир Ткачёв ― 40:59 (Е. Коршков) Владимир Ткачёв ― 46:49 (А. Петерсон, Е. Коршков) Теему Пулккинен ― 50:07 (А. Каюмов) | 1:0 2:0 3:0 4:0 5:0 |         |                | Судьи: Роман Гофман Мартин Франё |
| |                     |         |                | Судьи: Роман Гофман Мартин Франё |
| |                     |         |                | Судьи: Роман Гофман Мартин Франё |
| |                     |         |                | Судьи: Роман Гофман Мартин Франё |
| 17 мин | Штраф               | 61 мин  |                | Судьи: Роман Гофман Мартин Франё |
| |                     |         |                |                                  |
| | 34                  | Броски  | 23             |                                  |

| 7 марта 2021 17:00 | Йокерит | 2 : 3 (ОТ) 0:2, 1:0, 1:0, 0:1 | Локомотив | Арена 2000, Ярославль Зрителей: 3050 |

| Отчёт                                                                                    | Отчёт               | Отчёт | Отчёт           | Отчёт                               |
| ---------------------------------------------------------------------------------------- | ------------------- | --- | --------------- | ----------------------------------- |
|                                                                                          |                     | |                 |                                     |
|                                                                                          | Андерс Линдбек      | Вратари                                                                                                   | Эдвард Паскуале | Судьи: Сергей Беляев Сергей Кулаков |
|                                                                                          | Голы:               | |                 | Судьи: Сергей Беляев Сергей Кулаков |
| Сами Лепистё ― 30:24 (Д. Шрёдер, И. Пакаринен) Н. Йенсен ― 56:31 (Е. Йоэнсуу, Б. О'Нилл) | 0:1 0:2 1:2 2:2 2:3 | 05:12 ― Максим Беляев (Д. Алексеев) 19:07 ― Теему Пулккинен (бол.) (А. Петерссон) 76:32 ― Теему Пулккинен |                 | Судьи: Сергей Беляев Сергей Кулаков |
|                                                                                          |                     | |                 | Судьи: Сергей Беляев Сергей Кулаков |
|                                                                                          |                     | |                 | Судьи: Сергей Беляев Сергей Кулаков |
|                                                                                          |                     | |                 | Судьи: Сергей Беляев Сергей Кулаков |
| 20 мин                                                                                   | Штраф               | 8 мин |                 | Судьи: Сергей Беляев Сергей Кулаков |
|                                                                                          |                     | |                 |                                     |
|                                                                                          | 38                  | Броски | 45              |                                     |

| 9 марта 2021 19:30 | Йокерит | 1 : 4 0:1, 1:1, 0:2 | Локомотив | Арена 2000, Ярославль Зрителей: 2817 |

| Отчёт                 | Отчёт              | Отчёт | Отчёт           | Отчёт                           |
| --------------------- | ------------------ | --- | --------------- | ------------------------------- |
|                       |                    | |                 |                                 |
|                       | Андерс Линдбек     | Вратари | Эдвард Паскуале | Судьи: Сергей Кулаков Ян Хрибик |
|                       | Голы:              | |                 | Судьи: Сергей Кулаков Ян Хрибик |
| Йонатан Пудас ― 27:24 | 0:1 :1 1:2 1:3 1:4 | 09:19 ― Алексей Марченко (бол.) (П. Красковский, Д. Алексеев) 31:59 ― Теему Пулккинен (бол.) (Е. Коршков) 53:19 ― Андре Петерссон (Е. Коршков) 55:52 ― Владимир Ткачёв (Е. Коршков, Р. Рафиков) |                 | Судьи: Сергей Кулаков Ян Хрибик |
|                       |                    | |                 | Судьи: Сергей Кулаков Ян Хрибик |
|                       |                    | |                 | Судьи: Сергей Кулаков Ян Хрибик |
|                       |                    | |                 | Судьи: Сергей Кулаков Ян Хрибик |
| 4 мин                 | Штраф              | 6 мин |                 | Судьи: Сергей Кулаков Ян Хрибик |
|                       |                    | |                 |                                 |
|                       | 31                 | Броски | 34              |                                 |

## Полуфиналы конференций
Время начала матчей дано по Московскому времени (UTC+3).

### Восточная конференция

#### (1) «Ак Барс» — (4) «Салават Юлаев»
Седьмая встреча «Ак Барса» и «Салавата Юлаева» в плей-офф КХЛ. В 2010 году победу одержал «Ак Барс» со счётом 4-2. В 2011 году сильнее оказался «Салават Юлаев» со счётом 4-1. В 2012 году успех праздновал «Ак Барс» со счётом 4-2. В 2013 году победу одержал «Ак Барс» со счётом 4-3. В 2016 году победу одержал «Салават Юлаев» со счётом 4-3. В 2017 году победу одержал «Ак Барс» со счётом 4-1. Всего в плей-офф четырежды дальше проходил «Ак Барс», два раза «Салават Юлаев». В регулярном чемпионате 2020/21 команды встречались между собой четыре раза и одержали по две домашние победы. «Ак Барс» одержал победу в серии со счётом 4-0 и стал вторым клубом в истории КХЛ, прошедшим первые два раунда плей-офф без единого поражения. Прежде это удалось сделать московскому «Динамо» в 2009 году, однако тогда серии игрались до трёх побед.
| 17 марта 2021 19:30 | Ак Барс | 4 : 1 1:0, 3:1, 0:0 | Салават Юлаев | Татнефть Арена, Казань Зрителей: 6223 |

| Отчёт | Отчёт               | Отчёт                                                | Отчёт                                                  | Отчёт                                                                            |
| --- | ------------------- | ---------------------------------------------------- | ------------------------------------------------------ | -------------------------------------------------------------------------------- |
| |                     |                                                      |                                                        |                                                                                  |
| | Тимур Билялов       | Вратари                                              | 00:00-29:11 — Юха Метсола 29:11-60:00 — Даниил Тарасов | Судьи: Алексей Белов Сергей Кулаков Линейные судьи: Никита Шалагин Дмитрий Шишло |
| | Голы:               |                                                      |                                                        | Судьи: Алексей Белов Сергей Кулаков Линейные судьи: Никита Шалагин Дмитрий Шишло |
| Патрис Кормье (бол.) — 10:26 (Х. Песонен, А. Яруллин) Михаил Глухов — 23:09 (А. Яруллин, А. Лукоянов) Дмитрий Воронков (мен.) — 26:05 (А. Педан) Найджел Доус — 29:11 (С. Да Коста, А. Педан) | 1:0 2:0 2:1 3:1 4:1 | 23:35 — Владислав Картаев (В. Солодухин, Е. Лисовец) |                                                        | Судьи: Алексей Белов Сергей Кулаков Линейные судьи: Никита Шалагин Дмитрий Шишло |
| |                     |                                                      |                                                        | Судьи: Алексей Белов Сергей Кулаков Линейные судьи: Никита Шалагин Дмитрий Шишло |
| |                     |                                                      |                                                        | Судьи: Алексей Белов Сергей Кулаков Линейные судьи: Никита Шалагин Дмитрий Шишло |
| |                     |                                                      |                                                        | Судьи: Алексей Белов Сергей Кулаков Линейные судьи: Никита Шалагин Дмитрий Шишло |
| 6 мин | Штраф               | 4 мин                                                |                                                        | Судьи: Алексей Белов Сергей Кулаков Линейные судьи: Никита Шалагин Дмитрий Шишло |
| |                     |                                                      |                                                        |                                                                                  |
| | 21                  | Броски                                               | 30                                                     |                                                                                  |

| 19 марта 2021 19:30 | Ак Барс | 2 : 1 (ОТ) 0:1, 1:0, 0:0, 1:0 | Салават Юлаев | Татнефть Арена, Казань Зрителей: 6223 |

| Отчёт                                                      | Отчёт         | Отчёт                 | Отчёт       | Отчёт                                                                           |
| ---------------------------------------------------------- | ------------- | --------------------- | ----------- | ------------------------------------------------------------------------------- |
|                                                            |               |                       |             |                                                                                 |
|                                                            | Тимур Билялов | Вратари               | Юха Метсола | Судьи: Алексей Белов Эдуард Одиньш Линейные судьи: Никита Шалагин Дмитрий Шишло |
|                                                            | Голы:         |                       |             | Судьи: Алексей Белов Эдуард Одиньш Линейные судьи: Никита Шалагин Дмитрий Шишло |
| Найджел Доус — 29:23 (В. Тихонов) Станислав Галиев — 62:20 | 0:1 :1 2:1    | 15:23 — Пётр Хохряков |             | Судьи: Алексей Белов Эдуард Одиньш Линейные судьи: Никита Шалагин Дмитрий Шишло |
|                                                            |               |                       |             | Судьи: Алексей Белов Эдуард Одиньш Линейные судьи: Никита Шалагин Дмитрий Шишло |
|                                                            |               |                       |             | Судьи: Алексей Белов Эдуард Одиньш Линейные судьи: Никита Шалагин Дмитрий Шишло |
|                                                            |               |                       |             | Судьи: Алексей Белов Эдуард Одиньш Линейные судьи: Никита Шалагин Дмитрий Шишло |
| 4 мин                                                      | Штраф         | 4 мин                 |             | Судьи: Алексей Белов Эдуард Одиньш Линейные судьи: Никита Шалагин Дмитрий Шишло |
|                                                            |               |                       |             |                                                                                 |
|                                                            | 27            | Броски                | 25          |                                                                                 |

| 21 марта 2021 14:30 | Салават Юлаев | 1 : 2 0:1, 1:1, 0:0 | Ак Барс | Уфа-Арена, Уфа Зрителей: 8070 |

| Отчёт                                            | Отчёт                     | Отчёт                                                                                  | Отчёт                                                    | Отчёт                                                                                           |
| ------------------------------------------------ | ------------------------- | -------------------------------------------------------------------------------------- | -------------------------------------------------------- | ----------------------------------------------------------------------------------------------- |
|                                                  |                           |                                                                                        |                                                          |                                                                                                 |
|                                                  | Юха Метсола — 00:00-58:44 | Вратари                                                                                | 00:00-59:39 — Тимур Билялов 59:39-60:00 — Адам Рейдеборн | Судьи: Константин Оленин Мартин Франё Линейные судьи: Александр Захаренков Александр Садовников |
|                                                  | Голы:                     |                                                                                        |                                                          | Судьи: Константин Оленин Мартин Франё Линейные судьи: Александр Захаренков Александр Садовников |
| Дмитрий Кугрышев — 20:55 (А. Кадейкин, Д. Плэтт) | 0:1 :1 1:2                | 17:40 — Кирилл Петров (Р. Рукавишников) 23:42 — Михаил Глухов (Т. Билялов, Х. Песонен) |                                                          | Судьи: Константин Оленин Мартин Франё Линейные судьи: Александр Захаренков Александр Садовников |
|                                                  |                           |                                                                                        |                                                          | Судьи: Константин Оленин Мартин Франё Линейные судьи: Александр Захаренков Александр Садовников |
|                                                  |                           |                                                                                        |                                                          | Судьи: Константин Оленин Мартин Франё Линейные судьи: Александр Захаренков Александр Садовников |
|                                                  |                           |                                                                                        |                                                          | Судьи: Константин Оленин Мартин Франё Линейные судьи: Александр Захаренков Александр Садовников |
| 6 мин                                            | Штраф                     | 4 мин                                                                                  |                                                          | Судьи: Константин Оленин Мартин Франё Линейные судьи: Александр Захаренков Александр Садовников |
|                                                  |                           |                                                                                        |                                                          |                                                                                                 |
|                                                  | 18                        | Броски                                                                                 | 19                                                       |                                                                                                 |

| 23 марта 2021 17:00 | Салават Юлаев | 2 : 3 0:0, 0:2, 2:1 | Ак Барс | Уфа-Арена, Уфа Зрителей: 8070 |

| Отчёт | Отчёт | Отчёт | Отчёт          | Отчёт                                                                                           |
| --- | --- | --- | -------------- | ----------------------------------------------------------------------------------------------- |
| | | |                |                                                                                                 |
| | Юха Метсола — 00:00-41:11 Даниил Тарасов — 41:11-54:58 Даниил Тарасов — 55:31-55:50 Даниил Тарасов — 56:17-57:23 | Вратари | Адам Рейдеборн | Судьи: Виктор Бирин Константин Оленин Линейные судьи: Александр Захаренков Александр Садовников |
| | Голы: | |                | Судьи: Виктор Бирин Константин Оленин Линейные судьи: Александр Захаренков Александр Садовников |
| Джефф Плэтт (бол.) — 55:31 (А. Кадейкин, Т. Хартикайнен) Александр Кадейкин (бол.) — 56:17 (М. Гранлунд, С. Маннинен) | 0:1 0:2 0:3 1:3 2:3                                                                                              | 36:49 — Кирилл Петров (П. Кормье, Р. Рукавишников) 37:57 — Дмитрий Воронков (С. Галиев, А. Бурмистров) 37:57 — Станислав Галиев (Н. Лямкин, Д. Воронков) |                | Судьи: Виктор Бирин Константин Оленин Линейные судьи: Александр Захаренков Александр Садовников |
| | | |                | Судьи: Виктор Бирин Константин Оленин Линейные судьи: Александр Захаренков Александр Садовников |
| | | |                | Судьи: Виктор Бирин Константин Оленин Линейные судьи: Александр Захаренков Александр Садовников |
| | | |                | Судьи: Виктор Бирин Константин Оленин Линейные судьи: Александр Захаренков Александр Садовников |
| 8 мин | Штраф | 4 мин |                | Судьи: Виктор Бирин Константин Оленин Линейные судьи: Александр Захаренков Александр Садовников |
| | | |                |                                                                                                 |
| | 36 | Броски | 20             |                                                                                                 |

#### (2) «Авангард» — (3) «Металлург»
Третья встреча «Авангарда» и «Металлурга» в плей-офф КХЛ. В 2011 году победу одержал «Металлург» со счётом 4-3. В 2012 году сильнее оказался «Авангард» со счётом 4-1. В регулярном чемпионате 2020/21 команды встречались между собой четыре раза, трижды победу одержал «Авангард», один раз успех праздновал «Металлург».
| 18 марта 2021 19:30 | Авангард | 2 : 5 1:1, 1:1, 0:3 | Металлург | Арена «Балашиха», Балашиха Зрителей: 2195 |

| Отчёт                                                                                              | Отчёт                     | Отчёт | Отчёт            | Отчёт                                                                           |
| -------------------------------------------------------------------------------------------------- | ------------------------- | --- | ---------------- | ------------------------------------------------------------------------------- |
| |                           | |                  |                                                                                 |
| | Игорь Бобков              | Вратари | Василий Кошечкин | Судьи: Роман Гофман Ян Грибик Линейные судьи: Александр Захаренков Глеб Лазарев |
| | Голы:                     | |                  | Судьи: Роман Гофман Ян Грибик Линейные судьи: Александр Захаренков Глеб Лазарев |
| Рид Буше (бол.) — 10:51 (О. Каски, С. Толчинский) Егор Чинахов — 36:18 (А. Береглазов, К. Семёнов) | 0:1 :1 1:2 :2 2:3 2:4 2:5 | 05:21 — Филип Хольм (Н. Прохоркин) 35:59 — Тейлор Бек (бол.) (С. Мозякин, Ф. Хольм) 45:15 — Семён Кошелев (Е. Мартынов, Т. Бек) 45:51 — Сергей Мозякин (Д. Расмуссен, М. Карпов) 48:00 — Андрей Нестрашил (бол.) (Т. Бек, Д. Расмуссен) |                  | Судьи: Роман Гофман Ян Грибик Линейные судьи: Александр Захаренков Глеб Лазарев |
| |                           | |                  | Судьи: Роман Гофман Ян Грибик Линейные судьи: Александр Захаренков Глеб Лазарев |
| |                           | |                  | Судьи: Роман Гофман Ян Грибик Линейные судьи: Александр Захаренков Глеб Лазарев |
| |                           | |                  | Судьи: Роман Гофман Ян Грибик Линейные судьи: Александр Захаренков Глеб Лазарев |
| 16 мин                                                                                             | Штраф                     | 14 мин |                  | Судьи: Роман Гофман Ян Грибик Линейные судьи: Александр Захаренков Глеб Лазарев |
| |                           | |                  |                                                                                 |
| | 31                        | Броски | 30               |                                                                                 |

| 20 марта 2021 17:00 | Авангард | 2 : 1 (ОТ) 0:0, 1:1, 0:0, 1:0 | Металлург | Арена «Балашиха», Балашиха Зрителей: 2356 |

| Отчёт                                                                                                | Отчёт        | Отчёт                              | Отчёт            | Отчёт                                                                                         |
| --- | ------------ | ---------------------------------- | ---------------- | --------------------------------------------------------------------------------------------- |
| |              |                                    |                  |                                                                                               |
| | Шимон Грубец | Вратари                            | Василий Кошечкин | Судьи: Виктор Гашилов Александр Сергеев Линейные судьи: Александр Николаев Александр Чернышёв |
| | Голы:        |                                    |                  | Судьи: Виктор Гашилов Александр Сергеев Линейные судьи: Александр Николаев Александр Чернышёв |
| Дамир Шарипзянов — 32:44 (А. Стась, А. Потапов) Сергей Толчинский (бол.) — 74:15 (Р. Буше, О. Каски) | 1:0 1:1 2:1  | 33:07 — Максим Карпов (С. Мозякин) |                  | Судьи: Виктор Гашилов Александр Сергеев Линейные судьи: Александр Николаев Александр Чернышёв |
| |              |                                    |                  | Судьи: Виктор Гашилов Александр Сергеев Линейные судьи: Александр Николаев Александр Чернышёв |
| |              |                                    |                  | Судьи: Виктор Гашилов Александр Сергеев Линейные судьи: Александр Николаев Александр Чернышёв |
| |              |                                    |                  | Судьи: Виктор Гашилов Александр Сергеев Линейные судьи: Александр Николаев Александр Чернышёв |
| 33 мин                                                                                               | Штраф        | 8 мин                              |                  | Судьи: Виктор Гашилов Александр Сергеев Линейные судьи: Александр Николаев Александр Чернышёв |
| |              |                                    |                  |                                                                                               |
| | 44           | Броски                             | 39               |                                                                                               |

| 22 марта 2021 17:00 | Металлург | 0 : 3 0:1, 0:0, 0:2 | Авангард | Арена Металлург, Магнитогорск Зрителей: 4340 |

| Отчёт | Отчёт                                                   | Отчёт                                                                                                 | Отчёт        | Отчёт                                                                                 |
| ----- | ------------------------------------------------------- | --- | ------------ | ------------------------------------------------------------------------------------- |
|       |                                                         | |              |                                                                                       |
|       | Юхо Олкинуора — 00:00-56:28 Юхо Олкинуора — 57:07-60:00 | Вратари                                                                                               | Шимон Грубец | Судьи: Сергей Беляев Максим Сидоренко Линейные судьи: Даниил Захаров Александр Сысуев |
|       | Голы:                                                   | |              | Судьи: Сергей Беляев Максим Сидоренко Линейные судьи: Даниил Захаров Александр Сысуев |
|       | 0:1 0:2 0:3                                             | 11:05 — Денис Зернов (И. Ковальчук, Н. Комаров) 49:00 — Рид Буше (А. Стась) 57:07 — Е. Чинахов (п.в.) |              | Судьи: Сергей Беляев Максим Сидоренко Линейные судьи: Даниил Захаров Александр Сысуев |
|       |                                                         | |              | Судьи: Сергей Беляев Максим Сидоренко Линейные судьи: Даниил Захаров Александр Сысуев |
|       |                                                         | |              | Судьи: Сергей Беляев Максим Сидоренко Линейные судьи: Даниил Захаров Александр Сысуев |
|       |                                                         | |              | Судьи: Сергей Беляев Максим Сидоренко Линейные судьи: Даниил Захаров Александр Сысуев |
| 2 мин | Штраф                                                   | 2 мин                                                                                                 |              | Судьи: Сергей Беляев Максим Сидоренко Линейные судьи: Даниил Захаров Александр Сысуев |
|       |                                                         | |              |                                                                                       |
|       | 28                                                      | Броски                                                                                                | 34           |                                                                                       |

| 24 марта 2021 17:00 | Металлург | 7 : 1 2:1, 2:0, 3:0 | Авангард | Арена Металлург, Магнитогорск Зрителей: 4409 |

| Отчёт | Отчёт                           | Отчёт                                  | Отчёт                                                 | Отчёт                                                                             |
| --- | ------------------------------- | -------------------------------------- | ----------------------------------------------------- | --------------------------------------------------------------------------------- |
| |                                 |                                        |                                                       |                                                                                   |
| | Василий Кошечкин                | Вратари                                | 00:00-40:00 — Шимон Грубец 40:00-60:00 — Игорь Бобков | Судьи: Сергей Беляев Юрий Оскирко Линейные судьи: Даниил Захаров Александр Сысуев |
| | Голы:                           |                                        |                                                       | Судьи: Сергей Беляев Юрий Оскирко Линейные судьи: Даниил Захаров Александр Сысуев |
| Григорий Дронов — 06:24 (А. Земчёнок, С. Кошелев) Тейлор Бек (бол.) — 14:06 (С. Мозякин, Ф. Хольм) Сергей Плотников (бол.) — 28:08 (Г. Дронов, Н. Голдобин) Деннис Расмуссен (бол.) — 35:40 (Т. Бек, С. Мозякин) Сергей Плотников — 48:44 (Н. Прохоркин) Данила Юров — 55:11 (А. Земчёнок, М. Карпов) Филип Хольм (мен.) — 57:50 (Е. Коробкин, А. Неколенко) | 1:0 2:0 2:1 3:1 4:1 5:1 6:1 7:1 | 15:30 — Клим Костин (К. Найт, Р. Буше) |                                                       | Судьи: Сергей Беляев Юрий Оскирко Линейные судьи: Даниил Захаров Александр Сысуев |
| |                                 |                                        |                                                       | Судьи: Сергей Беляев Юрий Оскирко Линейные судьи: Даниил Захаров Александр Сысуев |
| |                                 |                                        |                                                       | Судьи: Сергей Беляев Юрий Оскирко Линейные судьи: Даниил Захаров Александр Сысуев |
| |                                 |                                        |                                                       | Судьи: Сергей Беляев Юрий Оскирко Линейные судьи: Даниил Захаров Александр Сысуев |
| 14 мин | Штраф                           | 24 мин                                 |                                                       | Судьи: Сергей Беляев Юрий Оскирко Линейные судьи: Даниил Захаров Александр Сысуев |
| |                                 |                                        |                                                       |                                                                                   |
| | 41                              | Броски                                 | 31                                                    |                                                                                   |

| 26 марта 2021 19:30 | Авангард | 4 : 0 2:0, 0:0, 2:0 | Металлург | Арена «Балашиха», Балашиха Зрителей: 2223 |

| Отчёт | Отчёт           | Отчёт   | Отчёт                                                         | Отчёт                                                                             |
| --- | --------------- | ------- | ------------------------------------------------------------- | --------------------------------------------------------------------------------- |
| |                 |         |                                                               |                                                                                   |
| | Шимон Грубец    | Вратари | 00:00-55:44 — Василий Кошечкин 56:28-60:00 — Василий Кошечкин | Судьи: Евгений Ромасько Мартин Франё Линейные судьи: Никита Новиков Дмитрий Шишло |
| | Голы:           |         |                                                               | Судьи: Евгений Ромасько Мартин Франё Линейные судьи: Никита Новиков Дмитрий Шишло |
| Корбэн Найт — 11:18 (Р. Буше, А. Емелин) Корбэн Найт — 17:19 (В. Покка, Д. Шарипзянов) Егор Чинахов — 55:03 (А. Береглазов) Корбэн Найт (п.в.) — 56:28 (Ш. Грубец) | 1:0 2:0 3:0 4:0 |         |                                                               | Судьи: Евгений Ромасько Мартин Франё Линейные судьи: Никита Новиков Дмитрий Шишло |
| |                 |         |                                                               | Судьи: Евгений Ромасько Мартин Франё Линейные судьи: Никита Новиков Дмитрий Шишло |
| |                 |         |                                                               | Судьи: Евгений Ромасько Мартин Франё Линейные судьи: Никита Новиков Дмитрий Шишло |
| |                 |         |                                                               | Судьи: Евгений Ромасько Мартин Франё Линейные судьи: Никита Новиков Дмитрий Шишло |
| 2 мин | Штраф           | 6 мин   |                                                               | Судьи: Евгений Ромасько Мартин Франё Линейные судьи: Никита Новиков Дмитрий Шишло |
| |                 |         |                                                               |                                                                                   |
| | 32              | Броски  | 38                                                            |                                                                                   |

| 28 марта 2021 14:30 | Металлург | 1 : 5 0:1, 1:3, 0:1 | Авангард | Арена Металлург, Магнитогорск Зрителей: 5228 |

| Отчёт                              | Отчёт                                                      | Отчёт | Отчёт        | Отчёт                                                                            |
| ---------------------------------- | ---------------------------------------------------------- | --- | ------------ | -------------------------------------------------------------------------------- |
|                                    |                                                            | |              |                                                                                  |
|                                    | Василий Кошечкин — 00:00-40:00 Юхо Олкинуора — 40:00-60:00 | Вратари | Шимон Грубец | Судьи: Сергей Кулаков Алексей Белов Линейные судьи: Максим Берсенёв Евгений Юдин |
|                                    | Голы:                                                      | |              | Судьи: Сергей Кулаков Алексей Белов Линейные судьи: Максим Берсенёв Евгений Юдин |
| Максим Карпов — 11:18 (С. Кошелев) | 0:1 :1 1:2 1:3 1:4 1:5                                     | 04:19 — Сергей Толчинский (Д. Зернов, И. Ковальчук) 30:16 — Егор Чинахов (бол.) (С. Толчинский, К. Костин) 30:31 — Денис Зернов 36:04 — Рид Буше (мен.) (В. Покка, Д. Шарипзянов) 58:12 — Алексей Емелин (П. Дедунов, К. Семёнов) |              | Судьи: Сергей Кулаков Алексей Белов Линейные судьи: Максим Берсенёв Евгений Юдин |
|                                    |                                                            | |              | Судьи: Сергей Кулаков Алексей Белов Линейные судьи: Максим Берсенёв Евгений Юдин |
|                                    |                                                            | |              | Судьи: Сергей Кулаков Алексей Белов Линейные судьи: Максим Берсенёв Евгений Юдин |
|                                    |                                                            | |              | Судьи: Сергей Кулаков Алексей Белов Линейные судьи: Максим Берсенёв Евгений Юдин |
| 6 мин                              | Штраф                                                      | 18 мин |              | Судьи: Сергей Кулаков Алексей Белов Линейные судьи: Максим Берсенёв Евгений Юдин |
|                                    |                                                            | |              |                                                                                  |
|                                    | 43                                                         | Броски | 37           |                                                                                  |

### Западная конференция

#### (1) ЦСКА — (4) «Локомотив»
Вторая встреча ЦСКА и «Локомотива» в плей-офф КХЛ. В 2017 году победу одержал «Локомотив» со счётом 4-2. В регулярном чемпионате 2020/21 команды встречались между собой четыре раза, трижды победу одержал ЦСКА, один раз успех праздновал «Локомотив».
| 17 марта 2021 19:30 | ЦСКА | 0 : 2 0:0, 0:0, 0:2 | Локомотив | ЦСКА Арена, Москва Зрителей: 4946 |

| Отчёт | Отчёт                                                   | Отчёт                                                                       | Отчёт           | Отчёт                                                                                         |
| ----- | ------------------------------------------------------- | --------------------------------------------------------------------------- | --------------- | --------------------------------------------------------------------------------------------- |
|       |                                                         |                                                                             |                 |                                                                                               |
|       | Ларс Юханссон — 00:00-58:06 Ларс Юханссон — 59:29-60:00 | Вратари                                                                     | Эдвард Паскуале | Судьи: Константин Оленин Александр Сергеев Линейные судьи: Александр Садовников Дмитрий Сивов |
|       | Голы:                                                   |                                                                             |                 | Судьи: Константин Оленин Александр Сергеев Линейные судьи: Александр Садовников Дмитрий Сивов |
|       | 0:1 0:2                                                 | 49:31 ― Егор Коршков (В. Ткачёв, А. Петерссон) 59:29 ― Максим Беляев (п.в.) |                 | Судьи: Константин Оленин Александр Сергеев Линейные судьи: Александр Садовников Дмитрий Сивов |
|       |                                                         |                                                                             |                 | Судьи: Константин Оленин Александр Сергеев Линейные судьи: Александр Садовников Дмитрий Сивов |
|       |                                                         |                                                                             |                 | Судьи: Константин Оленин Александр Сергеев Линейные судьи: Александр Садовников Дмитрий Сивов |
|       |                                                         |                                                                             |                 | Судьи: Константин Оленин Александр Сергеев Линейные судьи: Александр Садовников Дмитрий Сивов |
| 4 мин | Штраф                                                   | 6 мин                                                                       |                 | Судьи: Константин Оленин Александр Сергеев Линейные судьи: Александр Садовников Дмитрий Сивов |
|       |                                                         |                                                                             |                 |                                                                                               |
|       | 25                                                      | Броски                                                                      | 26              |                                                                                               |

| 19 марта 2021 19:30 | ЦСКА | 4 : 1 2:0, 1:0, 1:1 | Локомотив | ЦСКА Арена, Москва Зрителей: 5627 |

| Отчёт | Отчёт               | Отчёт                                       | Отчёт                                                       | Отчёт                                                                           |
| --- | ------------------- | ------------------------------------------- | ----------------------------------------------------------- | ------------------------------------------------------------------------------- |
| |                     |                                             |                                                             |                                                                                 |
| | Ларс Юханссон       | Вратари                                     | 00:00-56:26 — Эдвард Паскуале 57:25-60:00 — Эдвард Паскуале | Судьи: Сергей Беляев Мартин Франё Линейные судьи: Торнике Кучава Никита Новиков |
| | Голы:               |                                             |                                                             | Судьи: Сергей Беляев Мартин Франё Линейные судьи: Торнике Кучава Никита Новиков |
| Джон Гилмор (бол.) — 06:32 (М. Шалунов) Максим Шалунов — 08:57 (К. Окулов, М. Мамин) Андрей Светлаков — 30:04 (И. Телегин, М. Робинсон) Артём Блажиевский (п.в.) — 57:25 (С. Андронов, П. Карнаухов) | 1:0 2:0 3:0 3:1 4:1 | 50:29 ― Егор Коршков (М. Осипов, Г. Иванов) |                                                             | Судьи: Сергей Беляев Мартин Франё Линейные судьи: Торнике Кучава Никита Новиков |
| |                     |                                             |                                                             | Судьи: Сергей Беляев Мартин Франё Линейные судьи: Торнике Кучава Никита Новиков |
| |                     |                                             |                                                             | Судьи: Сергей Беляев Мартин Франё Линейные судьи: Торнике Кучава Никита Новиков |
| |                     |                                             |                                                             | Судьи: Сергей Беляев Мартин Франё Линейные судьи: Торнике Кучава Никита Новиков |
| 8 мин | Штраф               | 8 мин                                       |                                                             | Судьи: Сергей Беляев Мартин Франё Линейные судьи: Торнике Кучава Никита Новиков |
| |                     |                                             |                                                             |                                                                                 |
| | 31                  | Броски                                      | 29                                                          |                                                                                 |

| 21 марта 2021 17:00 | Локомотив | 1 : 2 (ОТ) 0:1, 0:0, 1:0, 0:1 | ЦСКА | Арена 2000, Ярославль Зрителей: 5433 |

| Отчёт                                            | Отчёт           | Отчёт                                                                   | Отчёт         | Отчёт                                                                         |
| ------------------------------------------------ | --------------- | ----------------------------------------------------------------------- | ------------- | ----------------------------------------------------------------------------- |
|                                                  |                 |                                                                         |               |                                                                               |
|                                                  | Эдвард Паскуале | Вратари                                                                 | Ларс Юханссон | Судьи: Роман Гофман Сергей Кулаков Линейные судьи: Никита Вилюгин Юрий Иванов |
|                                                  | Голы:           |                                                                         |               | Судьи: Роман Гофман Сергей Кулаков Линейные судьи: Никита Вилюгин Юрий Иванов |
| Павел Тютнев — 44:26 (Н. Коваленко, А. Марченко) | 0:1 :1 1:2      | 10:19 ― Константин Окулов (М. Шалунов, М. Мамин) 61:31 ― Антон Слепышев |               | Судьи: Роман Гофман Сергей Кулаков Линейные судьи: Никита Вилюгин Юрий Иванов |
|                                                  |                 |                                                                         |               | Судьи: Роман Гофман Сергей Кулаков Линейные судьи: Никита Вилюгин Юрий Иванов |
|                                                  |                 |                                                                         |               | Судьи: Роман Гофман Сергей Кулаков Линейные судьи: Никита Вилюгин Юрий Иванов |
|                                                  |                 |                                                                         |               | Судьи: Роман Гофман Сергей Кулаков Линейные судьи: Никита Вилюгин Юрий Иванов |
| 6 мин                                            | Штраф           | 29 мин                                                                  |               | Судьи: Роман Гофман Сергей Кулаков Линейные судьи: Никита Вилюгин Юрий Иванов |
|                                                  |                 |                                                                         |               |                                                                               |
|                                                  | 28              | Броски                                                                  | 18            |                                                                               |

| 23 марта 2021 19:30 | Локомотив | 3 : 0 0:0, 2:0, 1:0 | ЦСКА | Арена 2000, Ярославль Зрителей: 5307 |

| Отчёт | Отчёт           | Отчёт   | Отчёт                                                   | Отчёт                                                                        |
| --- | --------------- | ------- | ------------------------------------------------------- | ---------------------------------------------------------------------------- |
| |                 |         |                                                         |                                                                              |
| | Эдвард Паскуале | Вратари | 00:00-59:05 — Ларс Юханссон 59:24-60:00 — Ларс Юханссон | Судьи: Роман Гофман Эдуард Одиньш Линейные судьи: Никита Вилюгин Юрий Иванов |
| | Голы:           |         |                                                         | Судьи: Роман Гофман Эдуард Одиньш Линейные судьи: Никита Вилюгин Юрий Иванов |
| Артём Ильенко — 35:29 (Д. Баранцев, М. Беляев) Тему Пулккинен (бол.) — 36:38 (Д. Баранцев, А. Петерссон) Егор Коршков (п.в.) — 59:24 | 1:0 2:0 3:0     |         |                                                         | Судьи: Роман Гофман Эдуард Одиньш Линейные судьи: Никита Вилюгин Юрий Иванов |
| |                 |         |                                                         | Судьи: Роман Гофман Эдуард Одиньш Линейные судьи: Никита Вилюгин Юрий Иванов |
| |                 |         |                                                         | Судьи: Роман Гофман Эдуард Одиньш Линейные судьи: Никита Вилюгин Юрий Иванов |
| |                 |         |                                                         | Судьи: Роман Гофман Эдуард Одиньш Линейные судьи: Никита Вилюгин Юрий Иванов |
| 4 мин | Штраф           | 6 мин   |                                                         | Судьи: Роман Гофман Эдуард Одиньш Линейные судьи: Никита Вилюгин Юрий Иванов |
| |                 |         |                                                         |                                                                              |
| | 28              | Броски  | 20                                                      |                                                                              |

| 25 марта 2021 19:30 | ЦСКА | 3 : 2 2:0, 1:1, 0:1 | Локомотив | ЦСКА Арена, Москва Зрителей: 5465 |

| Отчёт                                                                                                   | Отчёт               | Отчёт                                                              | Отчёт                         | Отчёт                                                                            |
| --- | ------------------- | ------------------------------------------------------------------ | ----------------------------- | -------------------------------------------------------------------------------- |
| |                     |                                                                    |                               |                                                                                  |
| | Ларс Юханссон       | Вратари                                                            | Эдвард Паскуале — 00:00-59:09 | Судьи: Денис Наумов Алексей Раводин Линейные судьи: Дмитрий Сивов Никита Шалагин |
| | Голы:               |                                                                    |                               | Судьи: Денис Наумов Алексей Раводин Линейные судьи: Дмитрий Сивов Никита Шалагин |
| Константин Окулов — 00:51 Максим Мамин — 18:02 (М. Шалунов, К. Окулов) Максим Мамин — 36:49 (К. Окулов) | 1:0 2:0 2:1 3:1 3:2 | 27:55 ― Тему Пулккинен (бол.) (А. Марченко) 49:48 ― Тему Пулккинен |                               | Судьи: Денис Наумов Алексей Раводин Линейные судьи: Дмитрий Сивов Никита Шалагин |
| |                     |                                                                    |                               | Судьи: Денис Наумов Алексей Раводин Линейные судьи: Дмитрий Сивов Никита Шалагин |
| |                     |                                                                    |                               | Судьи: Денис Наумов Алексей Раводин Линейные судьи: Дмитрий Сивов Никита Шалагин |
| |                     |                                                                    |                               | Судьи: Денис Наумов Алексей Раводин Линейные судьи: Дмитрий Сивов Никита Шалагин |
| 8 мин                                                                                                   | Штраф               | 8 мин                                                              |                               | Судьи: Денис Наумов Алексей Раводин Линейные судьи: Дмитрий Сивов Никита Шалагин |
| |                     |                                                                    |                               |                                                                                  |
| | 21                  | Броски                                                             | 23                            |                                                                                  |

| 27 марта 2021 17:00 | Локомотив | 2 : 1 (ОТ) 0:0, 1:0, 0:1, 1:0 | ЦСКА | Арена 2000, Ярославль Зрителей: 5318 |

| Отчёт | Отчёт           | Отчёт                                                   | Отчёт         | Отчёт                                                                                         |
| --- | --------------- | ------------------------------------------------------- | ------------- | --------------------------------------------------------------------------------------------- |
| |                 |                                                         |               |                                                                                               |
| | Эдвард Паскуале | Вратари                                                 | Ларс Юханссон | Судьи: Сергей Беляев Виктор Гашилов Линейные судьи: Александр Захаренков Александр Садовников |
| | Голы:           |                                                         |               | Судьи: Сергей Беляев Виктор Гашилов Линейные судьи: Александр Захаренков Александр Садовников |
| Денис Баранцев (бол.) — 26:43 (Т. Пулккинен, Е. Коршков) Владимир Ткачёв — 64:13 (А. Петерссон, Р. Рафиков) | 1:0 1:1 2:1     | 42:37 ― Константин Окулов (бол.) (А. Попов, М. Шалунов) |               | Судьи: Сергей Беляев Виктор Гашилов Линейные судьи: Александр Захаренков Александр Садовников |
| |                 |                                                         |               | Судьи: Сергей Беляев Виктор Гашилов Линейные судьи: Александр Захаренков Александр Садовников |
| |                 |                                                         |               | Судьи: Сергей Беляев Виктор Гашилов Линейные судьи: Александр Захаренков Александр Садовников |
| |                 |                                                         |               | Судьи: Сергей Беляев Виктор Гашилов Линейные судьи: Александр Захаренков Александр Садовников |
| 2 мин | Штраф           | 20 мин                                                  |               | Судьи: Сергей Беляев Виктор Гашилов Линейные судьи: Александр Захаренков Александр Садовников |
| |                 |                                                         |               |                                                                                               |
| | 36              | Броски                                                  | 28            |                                                                                               |

| 29 марта 2021 19:30 | ЦСКА | 2 : 0 2:0, 0:0, 0:0 | Локомотив | ЦСКА Арена, Москва Зрителей: 5877 |

| Отчёт                                                                                               | Отчёт         | Отчёт   | Отчёт                         | Отчёт                                                                     |
| --------------------------------------------------------------------------------------------------- | ------------- | ------- | ----------------------------- | ------------------------------------------------------------------------- |
| |               |         |                               |                                                                           |
| | Ларс Юханссон | Вратари | 00:00-55:24 — Эдвард Паскуале | Судьи: Мартин Франё Ян Хрибик Линейные судьи: Глеб Лазарев Никита Шалагин |
| | Голы:         |         |                               | Судьи: Мартин Франё Ян Хрибик Линейные судьи: Глеб Лазарев Никита Шалагин |
| Мэт Робинсон (бол.) — 07:32 (А. Слепышев, Н. Сошников) Максим Шалунов — 12:31 (М. Мамин, К. Окулов) | 1:0 2:0       |         |                               | Судьи: Мартин Франё Ян Хрибик Линейные судьи: Глеб Лазарев Никита Шалагин |
| |               |         |                               | Судьи: Мартин Франё Ян Хрибик Линейные судьи: Глеб Лазарев Никита Шалагин |
| |               |         |                               | Судьи: Мартин Франё Ян Хрибик Линейные судьи: Глеб Лазарев Никита Шалагин |
| |               |         |                               | Судьи: Мартин Франё Ян Хрибик Линейные судьи: Глеб Лазарев Никита Шалагин |
| 4 мин                                                                                               | Штраф         | 2 мин   |                               | Судьи: Мартин Франё Ян Хрибик Линейные судьи: Глеб Лазарев Никита Шалагин |
| |               |         |                               |                                                                           |
| | 20            | Броски  | 24                            |                                                                           |

#### (2) СКА — (3) «Динамо» М
Шестая встреча СКА и московского «Динамо» в плей-офф КХЛ. В 2012 году победу одержало «Динамо» со счётом 4-0. В 2013 сильнее также оказался московский клуб со счётом 4-2. В 2015 году победу одержал СКА со счётом 4-1. В 2016 году победу вновь одержал санкт-петербургский клуб со счётом 4-2. В 2017 году также победу одержал СКА со счётом 4-1. В регулярном чемпионате 2020/21 команды встречались между собой четыре раза, во всех случаях побеждало «Динамо».
| 18 марта 2021 19:30 | СКА | 1 : 4 0:1, 0:1, 1:2 | Динамо М | Ледовый дворец, Санкт-Петербург Зрителей: 8981 |

| Отчёт                                                | Отчёт                                                           | Отчёт | Отчёт        | Отчёт                                                                            |
| ---------------------------------------------------- | --------------------------------------------------------------- | --- | ------------ | -------------------------------------------------------------------------------- |
|                                                      |                                                                 | |              |                                                                                  |
|                                                      | Александр Самонов — 00:00-57:11 Александр Самонов — 57:42-60:00 | Вратари | Иван Бочаров | Судьи: Денис Наумов Алексей Раводин Линейные судьи: Максим Берсенёв Евгений Юдин |
|                                                      | Голы:                                                           | |              | Судьи: Денис Наумов Алексей Раводин Линейные судьи: Максим Берсенёв Евгений Юдин |
| Лукас Бенгтссон (бол.) — 55:23 (Л. Вей, А. Бурдасов) | 0:1 0:2 0:3 1:3 1:4                                             | 11:15 ― Михал Чайковски (бол.) (Д. Яшкин, Д. Кагарлицкий) 30:54 ― Андрей Сергеев (И. Круглов, И. Игумнов) 44:53 ― Оскар Линдберг (М. Чайковски, Д. Тарасов) 57:42 ― Дмитрий Яшкин (п.в.) (В. Шипачёв, Д. Тарасов) |              | Судьи: Денис Наумов Алексей Раводин Линейные судьи: Максим Берсенёв Евгений Юдин |
|                                                      |                                                                 | |              | Судьи: Денис Наумов Алексей Раводин Линейные судьи: Максим Берсенёв Евгений Юдин |
|                                                      |                                                                 | |              | Судьи: Денис Наумов Алексей Раводин Линейные судьи: Максим Берсенёв Евгений Юдин |
|                                                      |                                                                 | |              | Судьи: Денис Наумов Алексей Раводин Линейные судьи: Максим Берсенёв Евгений Юдин |
| 6 мин                                                | Штраф                                                           | 14 мин |              | Судьи: Денис Наумов Алексей Раводин Линейные судьи: Максим Берсенёв Евгений Юдин |
|                                                      |                                                                 | |              |                                                                                  |
|                                                      | 33                                                              | Броски | 27           |                                                                                  |

| 20 марта 2021 17:00 | СКА | 1 : 0 0:0, 0:0, 1:0 | Динамо М | Ледовый дворец, Санкт-Петербург Зрителей: 9215 |

| Отчёт                                                | Отчёт            | Отчёт   | Отчёт                      | Отчёт                                                                                |
| ---------------------------------------------------- | ---------------- | ------- | -------------------------- | ------------------------------------------------------------------------------------ |
|                                                      |                  |         |                            |                                                                                      |
|                                                      | Магнус Хелльберг | Вратари | 00:00-59:08 — Иван Бочаров | Судьи: Алексей Раводин Евгений Ромасько Линейные судьи: Максим Берсенёв Евгений Юдин |
|                                                      | Голы:            |         |                            | Судьи: Алексей Раводин Евгений Ромасько Линейные судьи: Максим Берсенёв Евгений Юдин |
| Кирилл Марченко (бол.) — 57:42 (Л. Вей, И. Ожиганов) | 1:0              |         |                            | Судьи: Алексей Раводин Евгений Ромасько Линейные судьи: Максим Берсенёв Евгений Юдин |
|                                                      |                  |         |                            | Судьи: Алексей Раводин Евгений Ромасько Линейные судьи: Максим Берсенёв Евгений Юдин |
|                                                      |                  |         |                            | Судьи: Алексей Раводин Евгений Ромасько Линейные судьи: Максим Берсенёв Евгений Юдин |
|                                                      |                  |         |                            | Судьи: Алексей Раводин Евгений Ромасько Линейные судьи: Максим Берсенёв Евгений Юдин |
| 6 мин                                                | Штраф            | 4 мин   |                            | Судьи: Алексей Раводин Евгений Ромасько Линейные судьи: Максим Берсенёв Евгений Юдин |
|                                                      |                  |         |                            |                                                                                      |
|                                                      | 31               | Броски  | 24                         |                                                                                      |

| 22 марта 2021 19:30 | Динамо М | 2 : 3 (ОТ) 0:1, 1:1, 1:0, 0:1 | СКА | ВТБ Арена, Москва Зрителей: 5000 |

| Отчёт                                                                                     | Отчёт               | Отчёт | Отчёт            | Отчёт                                                                          |
| ----------------------------------------------------------------------------------------- | ------------------- | --- | ---------------- | ------------------------------------------------------------------------------ |
|                                                                                           |                     | |                  |                                                                                |
|                                                                                           | Александр Ерёменко  | Вратари | Магнус Хелльберг | Судьи: Алексей Белов Виктор Гашилов Линейные судьи: Глеб Лазарев Дмитрий Сивов |
|                                                                                           | Голы:               | |                  | Судьи: Алексей Белов Виктор Гашилов Линейные судьи: Глеб Лазарев Дмитрий Сивов |
| Дмитрий Яшкин (бол.) — 32:05 (М. Чайковски, А. Сергеев) Иван Игумнов — 43:48 (А. Сергеев) | 0:1 0:2 1:2 2:2 2:3 | 04:15 ― Василий Подколзин (И. Морозов) 26:15 ― Антон Бурдасов (О. Фантенберг, В. Ткачёв) 62:27 ― Владислав Каменев (А. Швец-Роговой, А. Белов) |                  | Судьи: Алексей Белов Виктор Гашилов Линейные судьи: Глеб Лазарев Дмитрий Сивов |
|                                                                                           |                     | |                  | Судьи: Алексей Белов Виктор Гашилов Линейные судьи: Глеб Лазарев Дмитрий Сивов |
|                                                                                           |                     | |                  | Судьи: Алексей Белов Виктор Гашилов Линейные судьи: Глеб Лазарев Дмитрий Сивов |
|                                                                                           |                     | |                  | Судьи: Алексей Белов Виктор Гашилов Линейные судьи: Глеб Лазарев Дмитрий Сивов |
| 8 мин                                                                                     | Штраф               | 8 мин |                  | Судьи: Алексей Белов Виктор Гашилов Линейные судьи: Глеб Лазарев Дмитрий Сивов |
|                                                                                           |                     | |                  |                                                                                |
|                                                                                           | 35                  | Броски | 20               |                                                                                |

| 24 марта 2021 19:30 | Динамо М | 1 : 3 0:0, 0:2, 1:1 | СКА | ВТБ Арена, Москва Зрителей: 5000 |

| Отчёт                                                  | Отчёт                                                 | Отчёт | Отчёт            | Отчёт                                                                             |
| ------------------------------------------------------ | ----------------------------------------------------- | --- | ---------------- | --------------------------------------------------------------------------------- |
|                                                        |                                                       | |                  |                                                                                   |
|                                                        | Иван Бочаров — 00:00-58:20 Иван Бочаров — 58:49-60:00 | Вратари | Магнус Хелльберг | Судьи: Виктор Гашилов Ян Хрибик Линейные судьи: Александр Николаев Никита Новиков |
|                                                        | Голы:                                                 | |                  | Судьи: Виктор Гашилов Ян Хрибик Линейные судьи: Александр Николаев Никита Новиков |
| Иван Игумнов (бол.) — 58:49 (М. Чайковски, В. Шипачёв) | 0:1 0:2 0:3 1:3                                       | 24:55 ― Владимир Ткачёв (бол.) (А. Кузьменко) 34:54 ― Йоонас Кемппайнен (бол.) (В. Ткачёв, А. Бурдасов) 57:00 ― Артём Швец-Роговой (В. Подколзин, В. Каменев) |                  | Судьи: Виктор Гашилов Ян Хрибик Линейные судьи: Александр Николаев Никита Новиков |
|                                                        |                                                       | |                  | Судьи: Виктор Гашилов Ян Хрибик Линейные судьи: Александр Николаев Никита Новиков |
|                                                        |                                                       | |                  | Судьи: Виктор Гашилов Ян Хрибик Линейные судьи: Александр Николаев Никита Новиков |
|                                                        |                                                       | |                  | Судьи: Виктор Гашилов Ян Хрибик Линейные судьи: Александр Николаев Никита Новиков |
| 29 мин                                                 | Штраф                                                 | 19 мин |                  | Судьи: Виктор Гашилов Ян Хрибик Линейные судьи: Александр Николаев Никита Новиков |
|                                                        |                                                       | |                  |                                                                                   |
|                                                        | 27                                                    | Броски | 28               |                                                                                   |

| 26 марта 2021 19:30 | СКА | 4 : 0 1:0, 2:0, 1:0 | Динамо М | Ледовый дворец, Санкт-Петербург Зрителей: 9224 |

| Отчёт | Отчёт            | Отчёт   | Отчёт                                                 | Отчёт                                                                                     |
| --- | ---------------- | ------- | ----------------------------------------------------- | ----------------------------------------------------------------------------------------- |
| |                  |         |                                                       |                                                                                           |
| | Магнус Хелльберг | Вратари | 00:00-51:00 — Иван Бочаров 52:23-60:00 — Иван Бочаров | Судьи: Роман Гофман Константин Оленин Линейные судьи: Дмитрий Головлёв Александр Чернышёв |
| | Голы:            |         |                                                       | Судьи: Роман Гофман Константин Оленин Линейные судьи: Дмитрий Головлёв Александр Чернышёв |
| Евгений Тимкин — 19:55 Эмиль Галимов (бол.) — 24:48 (В. Ткачёв) Игорь Ожиганов (бол.) — 26:01 (Э. Галимов) Владислав Цицюра — 47:34 (В. Подколзин) | 1:0 2:0 3:0 4:0  |         |                                                       | Судьи: Роман Гофман Константин Оленин Линейные судьи: Дмитрий Головлёв Александр Чернышёв |
| |                  |         |                                                       | Судьи: Роман Гофман Константин Оленин Линейные судьи: Дмитрий Головлёв Александр Чернышёв |
| |                  |         |                                                       | Судьи: Роман Гофман Константин Оленин Линейные судьи: Дмитрий Головлёв Александр Чернышёв |
| |                  |         |                                                       | Судьи: Роман Гофман Константин Оленин Линейные судьи: Дмитрий Головлёв Александр Чернышёв |
| 8 мин | Штраф            | 12 мин  |                                                       | Судьи: Роман Гофман Константин Оленин Линейные судьи: Дмитрий Головлёв Александр Чернышёв |
| |                  |         |                                                       |                                                                                           |
| | 18               | Броски  | 25                                                    |                                                                                           |

## Финалы конференций
Время начала матчей дано по Московскому времени (UTC+3).

### Финал Восточной конференции

#### (1) «Ак Барс» — (2) «Авангард»
Пятая встреча «Ак Барса» и «Авангарда» в плей-офф КХЛ. В 2009 году победу одержал «Ак Барс» со счётом 3-2. В 2015 году в следующий раунд также прошёл казанский клуб, победив со счётом 4-1. В 2017 году сильнее вновь оказался «Ак Барс» со счётом 4-2. Два года спустя, в 2019 году, победу одержал «Авангард» со счётом в серии 4-0. Таким образом, прежде в сериях между этими командами трижды дальше проходил «Ак Барс», один раз в следующий раунд вышел «Авангард». В регулярном сезоне 2020/21 команды встречались между собой четыре раза и одержали по две домашние победы.
В этой серии впервые в истории плей-офф КХЛ гостевые команды победили во всех матчах серии.
| 3 апреля 2021 17:00 | Ак Барс | 1 : 3 0:1, 1:0, 0:2 | Авангард | Татнефть Арена, Казань Зрителей: 6223 |

| Отчёт                                                | Отчёт                                                                                  | Отчёт | Отчёт        | Отчёт                                                                                         |
| ---------------------------------------------------- | -------------------------------------------------------------------------------------- | --- | ------------ | --------------------------------------------------------------------------------------------- |
|                                                      |                                                                                        | |              |                                                                                               |
|                                                      | Адам Рейдеборн — 00:00-39:59 Адам Рейдеборн — 40:00-59:13 Адам Рейдеборн — 59:53-60:00 | Вратари | Шимон Грубец | Судьи: Виктор Гашилов Эдуард Одиньш Линейные судьи: Александр Захаренков Александр Садовников |
|                                                      | Голы:                                                                                  | |              | Судьи: Виктор Гашилов Эдуард Одиньш Линейные судьи: Александр Захаренков Александр Садовников |
| Кирилл Петров (бол.) — 33:58 (С. Галиев, А. Яруллин) | 0:1 :1 1:2 1:3                                                                         | 11:04 — Кирилл Готовец (П. Дедунов, А. Береглазов) 58:13 — Кирилл Семёнов (А. Хохлачёв, Е. Чинахов) 59:53 — Клим Костин (п.в.) (Р. Буше, Д. Шарипзянов) |              | Судьи: Виктор Гашилов Эдуард Одиньш Линейные судьи: Александр Захаренков Александр Садовников |
|                                                      |                                                                                        | |              | Судьи: Виктор Гашилов Эдуард Одиньш Линейные судьи: Александр Захаренков Александр Садовников |
|                                                      |                                                                                        | |              | Судьи: Виктор Гашилов Эдуард Одиньш Линейные судьи: Александр Захаренков Александр Садовников |
|                                                      |                                                                                        | |              | Судьи: Виктор Гашилов Эдуард Одиньш Линейные судьи: Александр Захаренков Александр Садовников |
| 6 мин                                                | Штраф                                                                                  | 10 мин |              | Судьи: Виктор Гашилов Эдуард Одиньш Линейные судьи: Александр Захаренков Александр Садовников |
|                                                      |                                                                                        | |              |                                                                                               |
|                                                      | 30                                                                                     | Броски | 25           |                                                                                               |

| 5 апреля 2021 19:00 | Ак Барс | 0 : 2 0:0, 0:1, 0:1 | Авангард | Татнефть Арена, Казань Зрителей: 6223 |

| Отчёт | Отчёт                        | Отчёт                                                                                          | Отчёт        | Отчёт                                                                               |
| ----- | ---------------------------- | ---------------------------------------------------------------------------------------------- | ------------ | ----------------------------------------------------------------------------------- |
|       |                              |                                                                                                |              |                                                                                     |
|       | Адам Рейдеборн — 00:00-58:27 | Вратари                                                                                        | Шимон Грубец | Судьи: Виктор Гашилов Мартин Франё Линейные судьи: Юрий Иванов Александр Захаренков |
|       | Голы:                        |                                                                                                |              | Судьи: Виктор Гашилов Мартин Франё Линейные судьи: Юрий Иванов Александр Захаренков |
|       | 0:1 0:2                      | 31:31 — Кирилл Готовец (К. Найт, С. Толчинский) 52:06 — Клим Костин (бол.) (О. Каски, Р. Буше) |              | Судьи: Виктор Гашилов Мартин Франё Линейные судьи: Юрий Иванов Александр Захаренков |
|       |                              |                                                                                                |              | Судьи: Виктор Гашилов Мартин Франё Линейные судьи: Юрий Иванов Александр Захаренков |
|       |                              |                                                                                                |              | Судьи: Виктор Гашилов Мартин Франё Линейные судьи: Юрий Иванов Александр Захаренков |
|       |                              |                                                                                                |              | Судьи: Виктор Гашилов Мартин Франё Линейные судьи: Юрий Иванов Александр Захаренков |
| 6 мин | Штраф                        | 10 мин                                                                                         |              | Судьи: Виктор Гашилов Мартин Франё Линейные судьи: Юрий Иванов Александр Захаренков |
|       |                              |                                                                                                |              |                                                                                     |
|       | 28                           | Броски                                                                                         | 19           |                                                                                     |

| 7 апреля 2021 19:00 | Авангард | 1 : 2 0:2, 1:0, 0:0 | Ак Барс | Арена «Балашиха», Балашиха Зрителей: 2389 |

| Отчёт                                   | Отчёт                      | Отчёт                                                                                            | Отчёт         | Отчёт                                                                           |
| --------------------------------------- | -------------------------- | ------------------------------------------------------------------------------------------------ | ------------- | ------------------------------------------------------------------------------- |
|                                         |                            |                                                                                                  |               |                                                                                 |
|                                         | Шимон Грубец — 00:00-58:37 | Вратари                                                                                          | Тимур Билялов | Судьи: Алексей Белов Сергей Кулаков Линейные судьи: Дмитрий Сивов Дмитрий Шишло |
|                                         | Голы:                      |                                                                                                  |               | Судьи: Алексей Белов Сергей Кулаков Линейные судьи: Дмитрий Сивов Дмитрий Шишло |
| Клим Костин — 35:15 (В. Покка, К. Найт) | 0:1 0:2 1:2                | 01:41 — Роман Рукавишников (А. Яруллин, Н. Доус) 07:14 — Дмитрий Воронков (А. Галимов, Т. Мёрфи) |               | Судьи: Алексей Белов Сергей Кулаков Линейные судьи: Дмитрий Сивов Дмитрий Шишло |
|                                         |                            |                                                                                                  |               | Судьи: Алексей Белов Сергей Кулаков Линейные судьи: Дмитрий Сивов Дмитрий Шишло |
|                                         |                            |                                                                                                  |               | Судьи: Алексей Белов Сергей Кулаков Линейные судьи: Дмитрий Сивов Дмитрий Шишло |
|                                         |                            |                                                                                                  |               | Судьи: Алексей Белов Сергей Кулаков Линейные судьи: Дмитрий Сивов Дмитрий Шишло |
| 30 мин                                  | Штраф                      | 2 мин                                                                                            |               | Судьи: Алексей Белов Сергей Кулаков Линейные судьи: Дмитрий Сивов Дмитрий Шишло |
|                                         |                            |                                                                                                  |               |                                                                                 |
|                                         | 28                         | Броски                                                                                           | 38            |                                                                                 |

| 9 апреля 2021 19:00 | Авангард | 1 : 2 0:1, 0:0, 1:1 | Ак Барс | Арена «Балашиха», Балашиха Зрителей: 2392 |

| Отчёт                                               | Отчёт                      | Отчёт                                                                              | Отчёт         | Отчёт                                                                              |
| --------------------------------------------------- | -------------------------- | ---------------------------------------------------------------------------------- | ------------- | ---------------------------------------------------------------------------------- |
|                                                     |                            |                                                                                    |               |                                                                                    |
|                                                     | Шимон Грубец — 00:00-57:53 | Вратари                                                                            | Тимур Билялов | Судьи: Денис Наумов Роман Гофман Линейные судьи: Никита Новиков Александр Николаев |
|                                                     | Голы:                      |                                                                                    |               | Судьи: Денис Наумов Роман Гофман Линейные судьи: Никита Новиков Александр Николаев |
| Корбэн Найт (бол.) — 59:52 (С. Толчинский, Р. Буше) | 0:1 0:2 1:2                | 05:03 — Михаил Глухов (А. Бурмистров) 40:43 — Станислав Галиев (бол.) (А. Галимов) |               | Судьи: Денис Наумов Роман Гофман Линейные судьи: Никита Новиков Александр Николаев |
|                                                     |                            |                                                                                    |               | Судьи: Денис Наумов Роман Гофман Линейные судьи: Никита Новиков Александр Николаев |
|                                                     |                            |                                                                                    |               | Судьи: Денис Наумов Роман Гофман Линейные судьи: Никита Новиков Александр Николаев |
|                                                     |                            |                                                                                    |               | Судьи: Денис Наумов Роман Гофман Линейные судьи: Никита Новиков Александр Николаев |
| 12 мин                                              | Штраф                      | 10 мин                                                                             |               | Судьи: Денис Наумов Роман Гофман Линейные судьи: Никита Новиков Александр Николаев |
|                                                     |                            |                                                                                    |               |                                                                                    |
|                                                     | 32                         | Броски                                                                             | 16            |                                                                                    |

| 11 апреля 2021 17:00 | Ак Барс | 2 : 3 (ОТ) 0:1, 0:0, 2:1, 0:1 | Авангард | Татнефть Арена, Казань Зрителей: 6223 |

| Отчёт                                                                                      | Отчёт              | Отчёт | Отчёт                                                 | Отчёт                                                                           |
| ------------------------------------------------------------------------------------------ | ------------------ | --- | ----------------------------------------------------- | ------------------------------------------------------------------------------- |
|                                                                                            |                    | |                                                       |                                                                                 |
|                                                                                            | Тимур Билялов      | Вратари | 00:00-58:41 — Шимон Грубец 59:02-61:53 — Шимон Грубец | Судьи: Мартин Франё Ян Хрибик Линейные судьи: Александр Чернышёв Никита Шалагин |
|                                                                                            | Голы:              | |                                                       | Судьи: Мартин Франё Ян Хрибик Линейные судьи: Александр Чернышёв Никита Шалагин |
| Дмитрий Воронков — 50:33 (Д. Юдин) Дмитрий Воронков (бол.) — 53:57 (С. Галиев, А. Яруллин) | 0:1 :1 2:1 2:2 2:3 | 15:25 — Семён Чистяков (И. Ковальчук) 59:02 — Илья Ковальчук (бол.) (Д. Зернов) 61:53 — Рид Буше (Е. Чинахов, К. Найт) |                                                       | Судьи: Мартин Франё Ян Хрибик Линейные судьи: Александр Чернышёв Никита Шалагин |
|                                                                                            |                    | |                                                       | Судьи: Мартин Франё Ян Хрибик Линейные судьи: Александр Чернышёв Никита Шалагин |
|                                                                                            |                    | |                                                       | Судьи: Мартин Франё Ян Хрибик Линейные судьи: Александр Чернышёв Никита Шалагин |
|                                                                                            |                    | |                                                       | Судьи: Мартин Франё Ян Хрибик Линейные судьи: Александр Чернышёв Никита Шалагин |
| 4 мин                                                                                      | Штраф              | 10 мин |                                                       | Судьи: Мартин Франё Ян Хрибик Линейные судьи: Александр Чернышёв Никита Шалагин |
|                                                                                            |                    | |                                                       |                                                                                 |
|                                                                                            | 33                 | Броски | 20                                                    |                                                                                 |

| 13 апреля 2021 19:00 | Авангард | 0 : 2 0:0, 0:0, 0:2 | Ак Барс | Арена «Балашиха», Балашиха Зрителей: 2355 |

| Отчёт | Отчёт                                                 | Отчёт                                                                        | Отчёт         | Отчёт                                                                                 |
| ----- | ----------------------------------------------------- | ---------------------------------------------------------------------------- | ------------- | ------------------------------------------------------------------------------------- |
|       |                                                       |                                                                              |               |                                                                                       |
|       | Шимон Грубец — 00:00-58:17 Шимон Грубец — 59:13-59:29 | Вратари                                                                      | Тимур Билялов | Судьи: Виктор Бирин Алексей Раводин Линейные судьи: Александр Николаев Никита Шалагин |
|       | Голы:                                                 |                                                                              |               | Судьи: Виктор Бирин Алексей Раводин Линейные судьи: Александр Николаев Никита Шалагин |
|       | 0:1 0:2                                               | 45:48 — Кирилл Петров (С. Галиев) 59:47 — Кирилл Петров (п.в.) (Д. Воронков) |               | Судьи: Виктор Бирин Алексей Раводин Линейные судьи: Александр Николаев Никита Шалагин |
|       |                                                       |                                                                              |               | Судьи: Виктор Бирин Алексей Раводин Линейные судьи: Александр Николаев Никита Шалагин |
|       |                                                       |                                                                              |               | Судьи: Виктор Бирин Алексей Раводин Линейные судьи: Александр Николаев Никита Шалагин |
|       |                                                       |                                                                              |               | Судьи: Виктор Бирин Алексей Раводин Линейные судьи: Александр Николаев Никита Шалагин |
| 2 мин | Штраф                                                 | 2 мин                                                                        |               | Судьи: Виктор Бирин Алексей Раводин Линейные судьи: Александр Николаев Никита Шалагин |
|       |                                                       |                                                                              |               |                                                                                       |
|       | 19                                                    | Броски                                                                       | 29            |                                                                                       |

| 15 апреля 2021 19:00 | Ак Барс | 3 : 4 (ОТ) 1:2, 2:0, 0:1, 0:1 | Авангард | Татнефть Арена, Казань Зрителей: 6223 |

| Отчёт | Отчёт                     | Отчёт | Отчёт        | Отчёт                                                                           |
| --- | ------------------------- | --- | ------------ | ------------------------------------------------------------------------------- |
| |                           | |              |                                                                                 |
| | Тимур Билялов             | Вратари | Шимон Грубец | Судьи: Виктор Бирин Алексей Раводин Линейные судьи: Глеб Лазарев Никита Шалагин |
| | Голы:                     | |              | Судьи: Виктор Бирин Алексей Раводин Линейные судьи: Глеб Лазарев Никита Шалагин |
| Дмитрий Воронков — 12:12 (А. Галимов, И. Сафонов) Альберт Яруллин — 34:08 (И. Сафонов, Д. Воронков) Артём Галимов — 36:38 (Д. Воронков, И. Сафонов) | 0:1 :1 1:2 :2 3:2 3:3 3:4 | 10:12 — Кирилл Семёнов (К. Костин) 19:09 — Оливер Каски (К. Семёнов, С. Толчинский) 49:22 — Вилле Покка (Р. Буше, К. Костин) 63:07 — Оливер Каски (А. Хохлачёв, С. Толчинский) |              | Судьи: Виктор Бирин Алексей Раводин Линейные судьи: Глеб Лазарев Никита Шалагин |
| |                           | |              | Судьи: Виктор Бирин Алексей Раводин Линейные судьи: Глеб Лазарев Никита Шалагин |
| |                           | |              | Судьи: Виктор Бирин Алексей Раводин Линейные судьи: Глеб Лазарев Никита Шалагин |
| |                           | |              | Судьи: Виктор Бирин Алексей Раводин Линейные судьи: Глеб Лазарев Никита Шалагин |
| 4 мин | Штраф                     | 2 мин |              | Судьи: Виктор Бирин Алексей Раводин Линейные судьи: Глеб Лазарев Никита Шалагин |
| |                           | |              |                                                                                 |
| | 20                        | Броски | 33           |                                                                                 |

### Финал Западной конференции

#### (1) ЦСКА — (2) СКА
Седьмая встреча ЦСКА и СКА в плей-офф КХЛ и пятая в финале Западной конференции. В 2012 году победу одержал СКА со счётом 4-1. В 2014 году в следующий раунд вновь прошёл санкт-петербургский клуб, одержав победу со счётом в серии 4-0. В 2015 году сильнее также оказался СКА, отыгравшийся со счёта 0-3 в серии и одержавший победу со счётом 4-3. В 2016 году победу одержал ЦСКА со счётом 4-0 в серии. В 2018 также успех праздновал московский клуб со счётом 4-2 в серии. В 2019 году в следующий раунд вновь прошёл ЦСКА, одержавший победу в серии со счётом 4-3. Таким образом, в этом противостоянии каждая команда по три раза одерживала победу в серии и проходила в следующий раунд Кубка Гагарина. В регулярном сезоне 2020/21 команды встречались между собой четыре раза, трижды победу одержал ЦСКА, один раз успех праздновал СКА.
| 2 апреля 2021 19:30 | ЦСКА | 3 : 0 2:0, 0:0, 1:0 | СКА | ЦСКА Арена, Москва Зрителей: 5630 |

| Отчёт | Отчёт         | Отчёт   | Отчёт                                                                                          | Отчёт                                                                                   |
| --- | ------------- | ------- | ---------------------------------------------------------------------------------------------- | --------------------------------------------------------------------------------------- |
| |               |         |                                                                                                |                                                                                         |
| | Ларс Юханссон | Вратари | 00:00-20:00 — Магнус Хелльберг 20:00-51:01 — Александр Самонов 52:52-58:34 — Александр Самонов | Судьи: Виктор Бирин Константин Оленин Линейные судьи: Никита Вилюгин Александр Чернышёв |
| | Голы:         |         |                                                                                                | Судьи: Виктор Бирин Константин Оленин Линейные судьи: Никита Вилюгин Александр Чернышёв |
| Иван Телегин — 18:03 (А. Светлаков, М. Робинсон) Антон Слепышев — 18:57 (А. Локтионов) Максим Шалунов — 44:56 (М. Робинсон, К. Окулов) | 1:0 2:0 3:0   |         |                                                                                                | Судьи: Виктор Бирин Константин Оленин Линейные судьи: Никита Вилюгин Александр Чернышёв |
| |               |         |                                                                                                | Судьи: Виктор Бирин Константин Оленин Линейные судьи: Никита Вилюгин Александр Чернышёв |
| |               |         |                                                                                                | Судьи: Виктор Бирин Константин Оленин Линейные судьи: Никита Вилюгин Александр Чернышёв |
| |               |         |                                                                                                | Судьи: Виктор Бирин Константин Оленин Линейные судьи: Никита Вилюгин Александр Чернышёв |
| 6 мин | Штраф         | 6 мин   |                                                                                                | Судьи: Виктор Бирин Константин Оленин Линейные судьи: Никита Вилюгин Александр Чернышёв |
| |               |         |                                                                                                |                                                                                         |
| | 24            | Броски  | 23                                                                                             |                                                                                         |

| 4 апреля 2021 17:00 | ЦСКА | 2 : 0 0:0, 1:0, 1:0 | СКА | ЦСКА Арена, Москва Зрителей: 6545 |

| Отчёт                                                                                       | Отчёт         | Отчёт   | Отчёт                                                           | Отчёт                                                                                  |
| ------------------------------------------------------------------------------------------- | ------------- | ------- | --------------------------------------------------------------- | -------------------------------------------------------------------------------------- |
|                                                                                             |               |         |                                                                 |                                                                                        |
|                                                                                             | Ларс Юханссон | Вратари | 00:00-58:38 — Александр Самонов 59:53-60:00 — Александр Самонов | Судьи: Евгений Ромасько Максим Сидоренко Линейные судьи: Никита Вилюгин Никита Шалагин |
|                                                                                             | Голы:         |         |                                                                 | Судьи: Евгений Ромасько Максим Сидоренко Линейные судьи: Никита Вилюгин Никита Шалагин |
| Максим Шалунов — 21:06 (К. Окулов, М. Мамин) Константин Окулов (п.в.) — 59:53 (А. Слепышев) | 1:0 2:0       |         |                                                                 | Судьи: Евгений Ромасько Максим Сидоренко Линейные судьи: Никита Вилюгин Никита Шалагин |
|                                                                                             |               |         |                                                                 | Судьи: Евгений Ромасько Максим Сидоренко Линейные судьи: Никита Вилюгин Никита Шалагин |
|                                                                                             |               |         |                                                                 | Судьи: Евгений Ромасько Максим Сидоренко Линейные судьи: Никита Вилюгин Никита Шалагин |
|                                                                                             |               |         |                                                                 | Судьи: Евгений Ромасько Максим Сидоренко Линейные судьи: Никита Вилюгин Никита Шалагин |
| 8 мин                                                                                       | Штраф         | 2 мин   |                                                                 | Судьи: Евгений Ромасько Максим Сидоренко Линейные судьи: Никита Вилюгин Никита Шалагин |
|                                                                                             |               |         |                                                                 |                                                                                        |
|                                                                                             | 24            | Броски  | 27                                                              |                                                                                        |

| 6 апреля 2021 19:30 | СКА | 2 : 5 1:0, 0:3, 1:2 | ЦСКА | Ледовый дворец, Санкт-Петербург Зрителей: 9225 |

| Отчёт                                                                                        | Отчёт | Отчёт | Отчёт         | Отчёт                                                                           |
| -------------------------------------------------------------------------------------------- | --- | --- | ------------- | ------------------------------------------------------------------------------- |
|                                                                                              | | |               |                                                                                 |
|                                                                                              | Александр Самонов — 00:00-27:24 Магнус Хелльберг — 27:24-57:35 Магнус Хелльберг — 58:19-58:46 Магнус Хелльберг — 59:42-60:00 | Вратари | Ларс Юханссон | Судьи: Константин Оленин Ян Хрибик Линейные судьи: Максим Берсенёв Глеб Лазарев |
|                                                                                              | Голы: | |               | Судьи: Константин Оленин Ян Хрибик Линейные судьи: Максим Берсенёв Глеб Лазарев |
| Евгений Тимкин — 01:18 (В. Каменев, Я. Дыбленко) Игорь Ожиганов — 56:12 (Э. Галимов, Л. Вей) | 1:0 1:1 1:2 1:3 2:3 2:4 2:5                                                                                                  | 23:32 — Антон Слепышев (бол.) (А. Локтионов, Н. Сошников) 25:10 — Максим Мамин (Д. Гилмор, А. Блажиевский) 27:24 — Максим Шалунов (бол.) (Д. Гилмор, К. Окулов) 58:19 — Мэт Робинсон (п.в.) 59:42 — Константин Окулов (п.в.) (Б. Киселевич, А. Слепышев) |               | Судьи: Константин Оленин Ян Хрибик Линейные судьи: Максим Берсенёв Глеб Лазарев |
|                                                                                              | | |               | Судьи: Константин Оленин Ян Хрибик Линейные судьи: Максим Берсенёв Глеб Лазарев |
|                                                                                              | | |               | Судьи: Константин Оленин Ян Хрибик Линейные судьи: Максим Берсенёв Глеб Лазарев |
|                                                                                              | | |               | Судьи: Константин Оленин Ян Хрибик Линейные судьи: Максим Берсенёв Глеб Лазарев |
| 8 мин                                                                                        | Штраф | 8 мин |               | Судьи: Константин Оленин Ян Хрибик Линейные судьи: Максим Берсенёв Глеб Лазарев |
|                                                                                              | | |               |                                                                                 |
|                                                                                              | 27 | Броски | 26            |                                                                                 |

| 8 апреля 2021 19:30 | СКА | 3 : 1 1:0, 1:0, 1:1 | ЦСКА | Ледовый дворец, Санкт-Петербург Зрителей: 9224 |

| Отчёт | Отчёт            | Отчёт                             | Отчёт                                                   | Отчёт                                                                            |
| --- | ---------------- | --------------------------------- | ------------------------------------------------------- | -------------------------------------------------------------------------------- |
| |                  |                                   |                                                         |                                                                                  |
| | Магнус Хелльберг | Вратари                           | 00:00-59:03 — Ларс Юханссон 59:22-60:00 — Ларс Юханссон | Судьи: Сергей Беляев Константин Оленин Линейные судьи: Глеб Лазарев Евгений Юдин |
| | Голы:            |                                   |                                                         | Судьи: Сергей Беляев Константин Оленин Линейные судьи: Глеб Лазарев Евгений Юдин |
| Линден Вей — 05:19 (М. Стрёмвалль, В. Подколзин) Мальте Стрёмвалль — 22:36 (О. Фантенберг, В. Подколзин) Василий Подколзин (п.в.) — 59:22 (Д. Хафизуллин) | 1:0 2:0 2:1 3:1  | 43:37 — Максим Шалунов (М. Мамин) |                                                         | Судьи: Сергей Беляев Константин Оленин Линейные судьи: Глеб Лазарев Евгений Юдин |
| |                  |                                   |                                                         | Судьи: Сергей Беляев Константин Оленин Линейные судьи: Глеб Лазарев Евгений Юдин |
| |                  |                                   |                                                         | Судьи: Сергей Беляев Константин Оленин Линейные судьи: Глеб Лазарев Евгений Юдин |
| |                  |                                   |                                                         | Судьи: Сергей Беляев Константин Оленин Линейные судьи: Глеб Лазарев Евгений Юдин |
| 4 мин | Штраф            | 6 мин                             |                                                         | Судьи: Сергей Беляев Константин Оленин Линейные судьи: Глеб Лазарев Евгений Юдин |
| |                  |                                   |                                                         |                                                                                  |
| | 26               | Броски                            | 18                                                      |                                                                                  |

| 10 апреля 2021 17:00 | ЦСКА | 2 : 3 (ОТ3) 1:0, 0:2, 1:0, 0:1 | СКА | ЦСКА Арена, Москва Зрителей: 6482 |

| Отчёт                                                                                 | Отчёт              | Отчёт | Отчёт            | Отчёт                                                                           |
| ------------------------------------------------------------------------------------- | ------------------ | --- | ---------------- | ------------------------------------------------------------------------------- |
|                                                                                       |                    | |                  |                                                                                 |
|                                                                                       | Ларс Юханссон      | Вратари | Магнус Хелльберг | Судьи: Виктор Бирин Алексей Раводин Линейные судьи: Дмитрий Сивов Дмитрий Шишло |
|                                                                                       | Голы:              | |                  | Судьи: Виктор Бирин Алексей Раводин Линейные судьи: Дмитрий Сивов Дмитрий Шишло |
| Максим Мамин — 08:43 (М. Шалунов) Брендан Лайпсик — 44:27 (М. Робинсон, А. Локтионов) | 1:0 1:1 1:2 :2 2:3 | 25:58 — Василий Подколзин (И. Морозов, Э. Галимов) 28:21 — Кирилл Марченко 113:51 — Василий Подколзин (В. Цицюра) |                  | Судьи: Виктор Бирин Алексей Раводин Линейные судьи: Дмитрий Сивов Дмитрий Шишло |
|                                                                                       |                    | |                  | Судьи: Виктор Бирин Алексей Раводин Линейные судьи: Дмитрий Сивов Дмитрий Шишло |
|                                                                                       |                    | |                  | Судьи: Виктор Бирин Алексей Раводин Линейные судьи: Дмитрий Сивов Дмитрий Шишло |
|                                                                                       |                    | |                  | Судьи: Виктор Бирин Алексей Раводин Линейные судьи: Дмитрий Сивов Дмитрий Шишло |
| 4 мин                                                                                 | Штраф              | 6 мин |                  | Судьи: Виктор Бирин Алексей Раводин Линейные судьи: Дмитрий Сивов Дмитрий Шишло |
|                                                                                       |                    | |                  |                                                                                 |
|                                                                                       | 41                 | Броски | 40               |                                                                                 |

| 12 апреля 2021 19:30 | СКА | 0 : 2 0:0, 0:2, 0:0 | ЦСКА | Ледовый дворец, Санкт-Петербург Зрителей: 9143 |

| Отчёт | Отчёт                          | Отчёт                                                                    | Отчёт         | Отчёт                                                                                        |
| ----- | ------------------------------ | ------------------------------------------------------------------------ | ------------- | -------------------------------------------------------------------------------------------- |
|       |                                |                                                                          |               |                                                                                              |
|       | Магнус Хелльберг — 00:00-56:09 | Вратари                                                                  | Ларс Юханссон | Судьи: Виктор Гашилов Денис Наумов Линейные судьи: Александр Захаренков Александр Садовников |
|       | Голы:                          |                                                                          |               | Судьи: Виктор Гашилов Денис Наумов Линейные судьи: Александр Захаренков Александр Садовников |
|       | 0:1 0:2                        | 33:38 — Максим Шалунов (Б. Лайпсик) 38:57 — Максим Соркин (А. Светлаков) |               | Судьи: Виктор Гашилов Денис Наумов Линейные судьи: Александр Захаренков Александр Садовников |
|       |                                |                                                                          |               | Судьи: Виктор Гашилов Денис Наумов Линейные судьи: Александр Захаренков Александр Садовников |
|       |                                |                                                                          |               | Судьи: Виктор Гашилов Денис Наумов Линейные судьи: Александр Захаренков Александр Садовников |
|       |                                |                                                                          |               | Судьи: Виктор Гашилов Денис Наумов Линейные судьи: Александр Захаренков Александр Садовников |
| 4 мин | Штраф                          | 6 мин                                                                    |               | Судьи: Виктор Гашилов Денис Наумов Линейные судьи: Александр Захаренков Александр Садовников |
|       |                                |                                                                          |               |                                                                                              |
|       | 30                             | Броски                                                                   | 24            |                                                                                              |

## Финал Кубка Гагарина

#### (1) ЦСКА — (2) «Авангард»
Вторая встреча ЦСКА и «Авангарда» в плей-офф КХЛ. В 2019 году эти команды также встретились в финале Кубка Гагарина, в котором победу одержал ЦСКА со счётом в серии 4-0. В регулярном сезоне 2020/21 команды встречались два раза, в обоих случаях успех праздновал ЦСКА.
| 18 апреля 2021 18:00 | ЦСКА | 1 : 4 0:1, 0:1, 1:2 | Авангард | ЦСКА Арена, Москва Зрителей: 7138 |

| Отчёт                    | Отчёт                                                   | Отчёт | Отчёт        | Отчёт                                                                                              |
| ------------------------ | ------------------------------------------------------- | --- | ------------ | -------------------------------------------------------------------------------------------------- |
|                          |                                                         | |              | |
|                          | Ларс Юханссон — 00:00-56:03 Ларс Юханссон — 57:38-60:00 | Вратари | Шимон Грубец | Судьи: Алексей Раводин Константин Оленин Линейные судьи: Александр Захаренков Александр Садовников |
|                          | Голы:                                                   | |              | Судьи: Алексей Раводин Константин Оленин Линейные судьи: Александр Захаренков Александр Садовников |
| Андрей Локтионов — 41:01 | 0:1 0:2 1:2 1:3 1:4                                     | 15:57 — Егор Чинахов (С. Чистяков, О. Каски) 30:42 — Кирилл Готовец (С. Толчинский, К. Семёнов) 51:23 — Рид Буше (бол.) (К. Найт, С. Толчинский) 57:38 — Илья Каблуков (п.в.) (А. Потапов) |              | Судьи: Алексей Раводин Константин Оленин Линейные судьи: Александр Захаренков Александр Садовников |
|                          |                                                         | |              | Судьи: Алексей Раводин Константин Оленин Линейные судьи: Александр Захаренков Александр Садовников |
|                          |                                                         | |              | Судьи: Алексей Раводин Константин Оленин Линейные судьи: Александр Захаренков Александр Садовников |
|                          |                                                         | |              | Судьи: Алексей Раводин Константин Оленин Линейные судьи: Александр Захаренков Александр Садовников |
| 4 мин                    | Штраф                                                   | 4 мин |              | Судьи: Алексей Раводин Константин Оленин Линейные судьи: Александр Захаренков Александр Садовников |
|                          |                                                         | |              | |
|                          | 29                                                      | Броски | 26           | |

| 20 апреля 2021 19:30 | ЦСКА | 3 : 0 0:0, 1:0, 2:0 | Авангард | ЦСКА Арена, Москва Зрителей: 7334 |

| Отчёт | Отчёт         | Отчёт   | Отчёт        | Отчёт                                                                                 |
| --- | ------------- | ------- | ------------ | ------------------------------------------------------------------------------------- |
| |               |         |              |                                                                                       |
| | Ларс Юханссон | Вратари | Шимон Грубец | Судьи: Алексей Белов Сергей Кулаков Линейные судьи: Никита Вилюгин Александр Чернышёв |
| | Голы:         |         |              | Судьи: Алексей Белов Сергей Кулаков Линейные судьи: Никита Вилюгин Александр Чернышёв |
| Максим Шалунов (бол.) — 35:27 (М. Соркин, К. Окулов) Антон Слепышев — 43:22 (А. Сергеев) Александр Попов — 47:56 (Б. Киселевич, Е. Рыков) | 1:0 2:0 3:0   |         |              | Судьи: Алексей Белов Сергей Кулаков Линейные судьи: Никита Вилюгин Александр Чернышёв |
| |               |         |              | Судьи: Алексей Белов Сергей Кулаков Линейные судьи: Никита Вилюгин Александр Чернышёв |
| |               |         |              | Судьи: Алексей Белов Сергей Кулаков Линейные судьи: Никита Вилюгин Александр Чернышёв |
| |               |         |              | Судьи: Алексей Белов Сергей Кулаков Линейные судьи: Никита Вилюгин Александр Чернышёв |
| 6 мин | Штраф         | 24 мин  |              | Судьи: Алексей Белов Сергей Кулаков Линейные судьи: Никита Вилюгин Александр Чернышёв |
| |               |         |              |                                                                                       |
| | 35            | Броски  | 20           |                                                                                       |

| 22 апреля 2021 19:00 | Авангард | 1 : 2 1:1, 0:0, 0:1 | ЦСКА | Арена «Балашиха», Балашиха Зрителей: 2399 |

| Отчёт                                | Отчёт                      | Отчёт                                                                                            | Отчёт         | Отчёт                                                                         |
| ------------------------------------ | -------------------------- | ------------------------------------------------------------------------------------------------ | ------------- | ----------------------------------------------------------------------------- |
|                                      |                            |                                                                                                  |               |                                                                               |
|                                      | Шимон Грубец — 00:00-58:09 | Вратари                                                                                          | Ларс Юханссон | Судьи: Сергей Беляев Роман Гофман Линейные судьи: Глеб Лазарев Никита Шалагин |
|                                      | Голы:                      |                                                                                                  |               | Судьи: Сергей Беляев Роман Гофман Линейные судьи: Глеб Лазарев Никита Шалагин |
| Рид Буше — 12:38 (О. Каски, К. Найт) | 1:0 1:1 1:2                | 18:36 — Константин Окулов (А. Попов, М. Шалунов) 48:53 — Максим Шалунов (К. Окулов, М. Робинсон) |               | Судьи: Сергей Беляев Роман Гофман Линейные судьи: Глеб Лазарев Никита Шалагин |
|                                      |                            |                                                                                                  |               | Судьи: Сергей Беляев Роман Гофман Линейные судьи: Глеб Лазарев Никита Шалагин |
|                                      |                            |                                                                                                  |               | Судьи: Сергей Беляев Роман Гофман Линейные судьи: Глеб Лазарев Никита Шалагин |
|                                      |                            |                                                                                                  |               | Судьи: Сергей Беляев Роман Гофман Линейные судьи: Глеб Лазарев Никита Шалагин |
| 4 мин                                | Штраф                      | 8 мин                                                                                            |               | Судьи: Сергей Беляев Роман Гофман Линейные судьи: Глеб Лазарев Никита Шалагин |
|                                      |                            |                                                                                                  |               |                                                                               |
|                                      | 25                         | Броски                                                                                           | 28            |                                                                               |

| 24 апреля 2021 17:00 | Авангард | 4 : 3 (ОТ) 0:2, 1:0, 2:1, 1:0 | ЦСКА | Арена «Балашиха», Балашиха Зрителей: 2492 |

| Отчёт | Отчёт                       | Отчёт | Отчёт                                                   | Отчёт                                                                          |
| --- | --------------------------- | --- | ------------------------------------------------------- | ------------------------------------------------------------------------------ |
| |                             | |                                                         |                                                                                |
| | Шимон Грубец                | Вратари | 00:00-58:26 — Ларс Юханссон 59:59-65:39 — Ларс Юханссон | Судьи: Виктор Гашилов Денис Наумов Линейные судьи: Дмитрий Сивов Дмитрий Шишло |
| | Голы:                       | |                                                         | Судьи: Виктор Гашилов Денис Наумов Линейные судьи: Дмитрий Сивов Дмитрий Шишло |
| Корбэн Найт (бол.) — 23:14 (К. Костин, Р. Буше) Клим Костин (бол.) — 43:05 (К. Найт, С. Толчинский) Дамир Шарипзянов — 55:53 (К. Найт) Павел Дедунов (мен.) — 65:39 (В. Покка) | 0:1 0:2 1:2 2:2 3:2 3:3 4:3 | 09:03 — Антон Слепышев (Б. Лайпсик) 12:11 — Максим Мамин (П. Карнаухов, А. Сергеев) 59:59 — Мэт Робинсон (бол.) (А. Слепышев, К. Окулов) |                                                         | Судьи: Виктор Гашилов Денис Наумов Линейные судьи: Дмитрий Сивов Дмитрий Шишло |
| |                             | |                                                         | Судьи: Виктор Гашилов Денис Наумов Линейные судьи: Дмитрий Сивов Дмитрий Шишло |
| |                             | |                                                         | Судьи: Виктор Гашилов Денис Наумов Линейные судьи: Дмитрий Сивов Дмитрий Шишло |
| |                             | |                                                         | Судьи: Виктор Гашилов Денис Наумов Линейные судьи: Дмитрий Сивов Дмитрий Шишло |
| 6 мин | Штраф                       | 60 мин |                                                         | Судьи: Виктор Гашилов Денис Наумов Линейные судьи: Дмитрий Сивов Дмитрий Шишло |
| |                             | |                                                         |                                                                                |
| | 36                          | Броски | 36                                                      |                                                                                |

| 26 апреля 2021 19:30 | ЦСКА | 0 : 2 0:0, 0:2, 0:0 | Авангард | ЦСКА Арена, Москва Зрителей: 7272 |

| Отчёт | Отчёт                                                   | Отчёт                                                                      | Отчёт        | Отчёт                                                                                 |
| ----- | ------------------------------------------------------- | -------------------------------------------------------------------------- | ------------ | ------------------------------------------------------------------------------------- |
|       |                                                         |                                                                            |              |                                                                                       |
|       | Ларс Юханссон — 00:00-57:50 Ларс Юханссон — 58:12-58:27 | Вратари                                                                    | Шимон Грубец | Судьи: Константин Оленин Алексей Раводин Линейные судьи: Максим Берсенёв Глеб Лазарев |
|       | Голы:                                                   |                                                                            |              | Судьи: Константин Оленин Алексей Раводин Линейные судьи: Максим Берсенёв Глеб Лазарев |
|       | 0:1 0:2                                                 | 24:23 — Дамир Шарипзянов (И. Каблуков, К. Семёнов) 34:23 — Рид Буше (мен.) |              | Судьи: Константин Оленин Алексей Раводин Линейные судьи: Максим Берсенёв Глеб Лазарев |
|       |                                                         |                                                                            |              | Судьи: Константин Оленин Алексей Раводин Линейные судьи: Максим Берсенёв Глеб Лазарев |
|       |                                                         |                                                                            |              | Судьи: Константин Оленин Алексей Раводин Линейные судьи: Максим Берсенёв Глеб Лазарев |
|       |                                                         |                                                                            |              | Судьи: Константин Оленин Алексей Раводин Линейные судьи: Максим Берсенёв Глеб Лазарев |
| 4 мин | Штраф                                                   | 6 мин                                                                      |              | Судьи: Константин Оленин Алексей Раводин Линейные судьи: Максим Берсенёв Глеб Лазарев |
|       |                                                         |                                                                            |              |                                                                                       |
|       | 26                                                      | Броски                                                                     | 23           |                                                                                       |

| 28 апреля 2021 19:00 | Авангард | 1 : 0 1:0, 0:0, 0:0 | ЦСКА | Арена «Балашиха», Балашиха Зрителей: 2488 |

| Отчёт                                | Отчёт        | Отчёт   | Отчёт                       | Отчёт                                                                                |
| ------------------------------------ | ------------ | ------- | --------------------------- | ------------------------------------------------------------------------------------ |
|                                      |              |         |                             |                                                                                      |
|                                      | Шимон Грубец | Вратари | 00:00-59:24 — Ларс Юханссон | Судьи: Виктор Гашилов Денис Наумов Линейные судьи: Александр Чернышёв Никита Шалагин |
|                                      | Голы:        |         |                             | Судьи: Виктор Гашилов Денис Наумов Линейные судьи: Александр Чернышёв Никита Шалагин |
| Сергей Толчинский — 19:28 (О. Каски) | 1:0          |         |                             | Судьи: Виктор Гашилов Денис Наумов Линейные судьи: Александр Чернышёв Никита Шалагин |
|                                      |              |         |                             | Судьи: Виктор Гашилов Денис Наумов Линейные судьи: Александр Чернышёв Никита Шалагин |
|                                      |              |         |                             | Судьи: Виктор Гашилов Денис Наумов Линейные судьи: Александр Чернышёв Никита Шалагин |
|                                      |              |         |                             | Судьи: Виктор Гашилов Денис Наумов Линейные судьи: Александр Чернышёв Никита Шалагин |
| 4 мин                                | Штраф        | 2 мин   |                             | Судьи: Виктор Гашилов Денис Наумов Линейные судьи: Александр Чернышёв Никита Шалагин |
|                                      |              |         |                             |                                                                                      |
|                                      | 23           | Броски  | 25                          |                                                                                      |

## Лучшие игроки по раундам
| Раунд                | Лучший вратарь                | Лучший защитник               | Лучший нападающий              | Лучший новичок               |
| -------------------- | ----------------------------- | ----------------------------- | ------------------------------ | ---------------------------- |
| 1/4 конференций      | Эдвард Паскуале («Локомотив») | Андрей Сергеев («Динамо» Мск) | Николай Голдобин («Металлург») | Алексей Протас («Динамо» Мн) |
| 1/2 конференций      | Магнус Хелльберг (СКА)        | Вилле Покка («Авангард»)      | Константин Окулов (ЦСКА)       | Егор Чинахов («Авангард»)    |
| Финалы конференций   | Ларс Юханссон (ЦСКА)          | Мэт Робинсон (ЦСКА)           | Дмитрий Воронков («Ак Барс»)   | Клим Костин («Авангард»)     |
| Финал Кубка Гагарина | Шимон Грубец («Авангард»)     | Дамир Шарипзянов («Авангард») | Рид Буше («Авангард»)          | Клим Костин («Авангард»)     |

## Статистика игроков

### Полевые игроки
10 лучших игроков, отсортированных по количеству набранных очков.
| Игрок             | Команда    | И  | Г  | П  | Очки | +/- |
| ----------------- | ---------- | -- | -- | -- | ---- | --- |
| Константин Окулов | ЦСКА       | 23 | 6  | 14 | 20   | 10  |
| Сергей Толчинский | Авангард   | 24 | 6  | 14 | 20   | 5   |
| Максим Шалунов    | ЦСКА       | 22 | 12 | 6  | 18   | 12  |
| Рид Буше          | Авангард   | 21 | 8  | 9  | 17   | 4   |
| Корбэн Найт       | Авангард   | 24 | 5  | 11 | 16   | 3   |
| Максим Мамин      | ЦСКА       | 22 | 6  | 6  | 12   | 6   |
| Василий Подколзин | СКА        | 16 | 6  | 5  | 11   | 2   |
| Антон Слепышев    | ЦСКА       | 23 | 6  | 5  | 11   | 0   |
| Дмитрий Воронков  | Ак Барс    | 15 | 6  | 4  | 10   | 3   |
| Андрей Сергеев    | Динамо Мск | 10 | 4  | 6  | 10   | 7   |

### Вратари
Таблица лучших вратарей, отсортированная по КН.
| Игрок            | Команда   | И  | В  | П | Б   | Ш  | КН   | %ОБ  | СМ | Вр      |
| ---------------- | --------- | -- | -- | - | --- | -- | ---- | ---- | -- | ------- |
| Ларс Юханссон    | ЦСКА      | 23 | 14 | 9 | 610 | 29 | 1.20 | 95.2 | 7  | 1444:04 |
| Эдвард Паскуале  | Локомотив | 11 | 7  | 4 | 283 | 14 | 1.24 | 95.1 | 4  | 675:08  |
| Тимур Билялов    | Ак Барс   | 11 | 9  | 2 | 300 | 14 | 1.26 | 95.3 | 2  | 665:59  |
| Магнус Хелльберг | СКА       | 10 | 7  | 2 | 229 | 13 | 1.32 | 94.3 | 2  | 591:02  |
| Роман Вилл       | Трактор   | 2  | 0  | 1 | 41  | 2  | 1.37 | 95.1 | 0  | 87:24   |